# Histoire de la république populaire du Bangladesh
L'histoire la république populaire du Bangladesh est la période de l'histoire du Bangladesh qui suit l'indépendance du Bangladesh vis-à-vis du Pakistan en 1971, et dure jusqu'à nos jours.

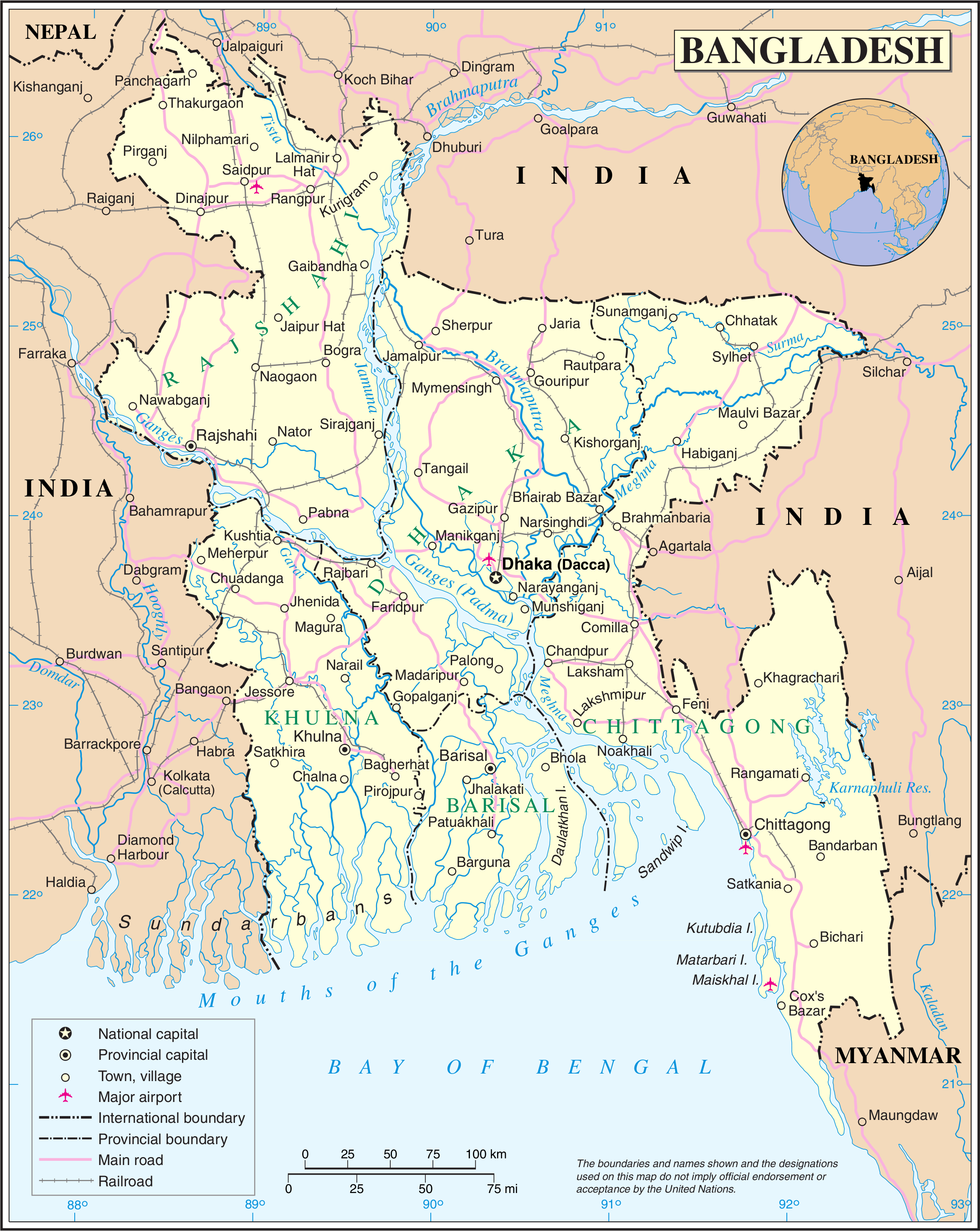
Carte plate du Bangladesh

## 1972–1980: ère post-indépendance

### Administration Sheikh Mujibur Rahman

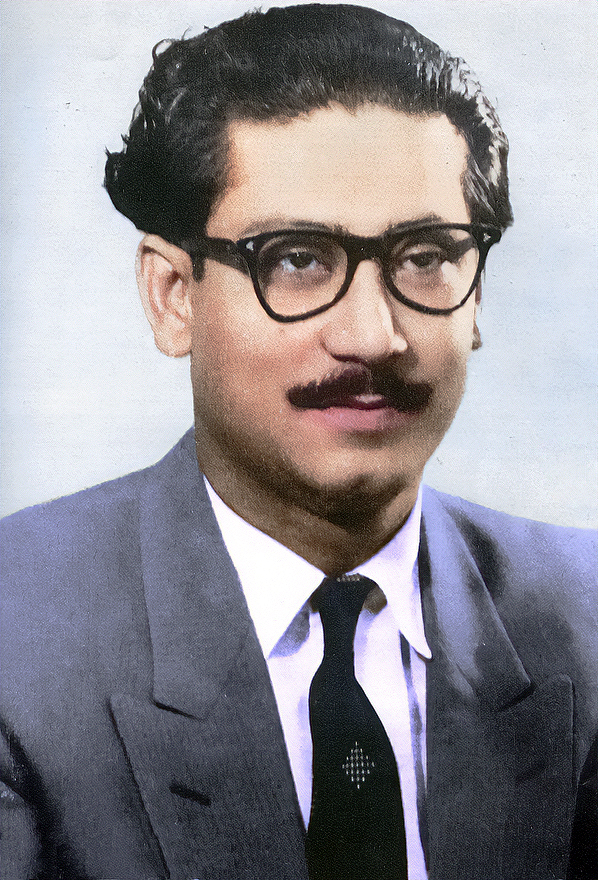
Sheikh Mujibur Rahman (1920-1975)

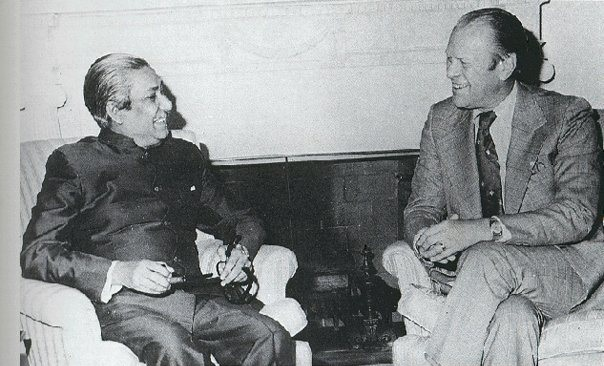
Le leader fondateur du Bangladesh, Sheikh Mujibur Rahman, en tant que premier ministre, avec le président américain Gerald Ford dans le bureau ovale en 1974.

À sa libération, le 10 janvier 1972, Sheikh Mujibur Rahman a brièvement assumé la présidence provisoire, puis a pris les fonctions de premier ministre, dirigeant tous les organes de gouvernement et de décision. Les politiciens élus en 1970 forment le parlement provisoire du nouvel État. Les Mukti Bahini et d'autres milices se sont regroupés pour former une nouvelle armée bangladaise dont les forces indiennes ont transféré le contrôle le 17 mars. Le gouvernement est confronté à de sérieux défis, dont la réhabilitation de millions de personnes déplacées en 1971, l'organisation de la fourniture de nourriture, d'aides sanitaires et d'autres produits de première nécessité. Les effets du cyclone de 1970 ne s'étaient pas dissipés, et l'économie de l'État s'était considérablement détériorée en raison du conflit,.
Mujib a aidé le Bangladesh à entrer aux Nations unies et dans le mouvement des non-alignés. Il s'est rendu aux États-Unis, au Royaume-Uni et dans d'autres pays européens pour obtenir une aide humanitaire et une aide au développement pour le pays. Il a signé un traité d'amitié avec l'Inde, qui s'est engagée à fournir une aide économique et humanitaire importante et a commencé à former les forces de sécurité et le personnel du gouvernement du Bangladesh. Mujib a noué une amitié étroite avec Indira Gandhi, louant vivement la décision de l'Inde d'intercéder, et a professé son admiration et son amitié pour l'Inde. D'importants efforts sont déployés pour réhabiliter les quelque dix millions de réfugiés. L'économie a commencé à se rétablir et une famine a été évitée. Une constitution est proclamée en 1972 et des élections sont organisées, à la suite desquelles Mujib et son parti accèdent au pouvoir avec une majorité absolue. Il a ensuite défini des programmes d'État visant à développer l'éducation primaire, l'assainissement, l'alimentation, les soins de santé, l'approvisionnement en eau et en électricité dans tout le pays. Un plan quinquennal publié en 1973 a concentré les investissements de l'État sur l'agriculture, les infrastructures rurales et les industries artisanales.
En 1974, le Bangladesh a connu la famine la plus meurtrière de son histoire, qui a tué environ 1,5 million de Bangladais de faim.

### Insurrection de la gauche
À l'apogée du pouvoir de Sheikh Mujib, des insurgés de gauche, organisés par le bras armé Gonobahini du Jatiyo Samajtantrik Dal, se sont battus contre le gouvernement de Sheikh Mujibur Rahman, afin d'établir un gouvernement marxiste,.
Le gouvernement a répondu en formant le Jatiya Rakkhi Bahini qui a entamé une campagne de violations brutales des droits de l'homme contre la population générale. Cette force a été impliquée dans de nombreuses accusations de violations des droits de l'homme, notamment des assassinats politiques,, des fusillades par des escadrons de la mort et des viols,. Les membres de Jatiyo Rakkhi Bahini se sont vu accorder l'immunité contre les poursuites et autres procédures judiciaires,.

### Bangladesh Krishak Sramik Awami League (BAKSAL)
Selon Abdur Razzaq, la famine de 1974 a profondément affecté les vues de Mujib sur la gouvernance, tandis que les troubles politiques ont donné lieu à une violence croissante. Pendant la famine, 70 000 personnes auraient trouvé la mort. En réaction, il commence à accroître ses pouvoirs. Le 25 janvier 1975, Mujib déclare l'état d'urgence et ses partisans politiques approuvent un amendement constitutionnel interdisant tous les partis politiques d'opposition. Mujib accède à la présidence et se voit attribuer des pouvoirs extraordinaires,. Ses partisans politiques s'unissent pour former le seul parti politique légalisé, la Bangladesh Krishak Sramik Awami League, communément appelée par ses initiales BAKSAL. Le parti s'identifie aux masses rurales, aux agriculteurs et aux ouvriers et prend le contrôle de l'appareil gouvernemental. Il a également lancé d'importants programmes socialistes. En utilisant les forces gouvernementales et une milice de partisans appelée Jatiya Rakkhi Bahini, Mujib réprime toute opposition à son égard,. La milice et la police ont été accusées de torturer des suspects et de commettre des assassinats politiques. Tout en conservant le soutien de nombreux segments de la population, Mujib suscite la colère des vétérans de la guerre de libération pour ce qui est considéré comme une trahison des causes de la démocratie et des droits civils.

### Assassinat de Sheikh Mujibur Rahman et conséquences
Le 15 août 1975, un groupe d'officiers subalternes de l'armée envahit la résidence présidentielle avec des chars et tue Mujib, sa famille et son personnel. Seules ses filles, Sheikh Hasina et Sheikh Rehana, qui étaient en visite en Allemagne de l'Ouest, ont pu échapper au massacre. Elles ont été interdites de retour au Bangladesh. Le coup d'État a été planifié par des collègues de la Ligue Awami et des officiers militaires mécontents, dont le collègue et ancien confident de Mujib, Khondaker Mostaq Ahmad, qui est devenu son successeur immédiat. D'intenses spéculations dans les médias ont accusé la Central Intelligence Agency des États-Unis d'avoir fomenté le complot. Lawrence Lifschultz a affirmé que la CIA était impliquée dans le coup d'État et l'assassinat, fondant son hypothèse sur l'ambassadeur américain de l'époque à Dacca, Eugene Booster.
La mort de Mujib a plongé la nation dans de nombreuses années de troubles politiques. Les putschistes ont été rapidement renversés et une série de contre-coups et d'assassinats politiques ont paralysé le pays. L'ordre a été largement rétabli après qu'un coup d'État en 1977 ait donné le contrôle au chef de l'armée, Ziaur Rahman. Se déclarant président en 1978, Ziaur Rahman a signé l'ordonnance sur l'immunité, accordant l'immunité de poursuites aux hommes qui avaient comploté l'assassinat et le renversement de Mujib,.

### Dictature de Ziaur Rahman, 1975–1981
Les coups d'État militaires successifs ont abouti à l'émergence du chef d'état-major de l'armée, le général Ziaur Rahman (« Zia »), comme homme fort. Il promet le soutien de l'armée au gouvernement civil dirigé par le président de la Cour suprême Abu Sadat Mohammad Sayem. Agissant sur ordre de Zia, Sayem dissout le Parlement, promettant de nouvelles élections en 1977, et instaure la loi martiale,.
Agissant dans les coulisses de l'administration de la loi martiale (MLA), Zia cherche à revigorer la politique et l'administration du gouvernement. Tout en maintenant l'interdiction des partis politiques, il cherche à revitaliser la bureaucratie démoralisée, à lancer de nouveaux programmes de développement économique et à mettre l'accent sur le planning familial. En novembre 1976, Zia devient administrateur en chef de la loi martiale (CMLA) et prend la présidence à la retraite de Sayem cinq mois plus tard, promettant des élections nationales en 1978.   En tant que président, Zia annonce un programme de réforme économique en 19 points et commence à démanteler la MLA. Tenant sa promesse d'organiser des élections, Zia remporte un mandat de cinq ans aux élections de juin 1978, avec 76 % des voix. En novembre 1978, son gouvernement a supprimé les dernières restrictions sur les activités des partis politiques, à temps pour les élections parlementaires de février 1979. Ces élections, qui ont été disputées par plus de trente partis, ont marqué le point culminant de la transformation par Zia du gouvernement du Bangladesh de la loi martiale en un gouvernement constitutionnel démocratiquement élu. La Ligue Awami et le Parti nationaliste du Bangladesh (BNP), fondé par Zia, sont devenus les deux principaux partis,.
En mai 1981, Zia a été assassiné à Chittagong par des éléments dissidents de l'armée. La tentative de coup d'État ne s'est jamais étendue au-delà de cette ville, et les principaux conspirateurs ont été soit arrêtés, soit tués. Conformément à la constitution, le vice-président Abdus Sattar a prêté serment en tant que président par intérim. Il a déclaré une nouvelle urgence nationale et a demandé l'élection d'un nouveau président dans les six mois — une élection que Sattar a remportée en tant que candidat du BNP. Le président Sattar a cherché à suivre les politiques de son prédécesseur et a conservé essentiellement le même cabinet, mais l'armée est intervenue une fois de plus,.

## Années 1980

### Dictature d'Hossain Mohammad Ershad, 1982–1990
Le 24 mars 1982, le chef d'état-major de l'armée, le lieutenant général Hossain Mohammad Ershad, prend le pouvoir par un coup d'État sans effusion de sang, en invoquant la « grave crise politique, économique et sociale » que traverse la nation. Ce coup d'État n'était pas inattendu, car Ershad avait déjà exprimé son dégoût pour le vieillissant Sattar (qui avait dépassé son 75e anniversaire) et sa gestion des affaires nationales, en plus de son refus de permettre à l'armée de participer davantage à la politique. Comme ses prédécesseurs, Ershad a suspendu la constitution et, invoquant une corruption omniprésente, un gouvernement inefficace et une mauvaise gestion économique, a déclaré la loi martiale. Parmi ses premières mesures, il a privatisé l'économie largement étatisée (jusqu'à 70 % de l'industrie appartenait à l'État) et encouragé l'investissement privé dans les industries lourdes ainsi que dans l'industrie légère, les matières premières et les journaux. Les entreprises étrangères ont également été invitées à investir dans l'industrie bangladaise, et des mesures protectionnistes strictes ont été mises en place pour protéger l'industrie manufacturière. Tous les partis politiques et les syndicats ont été interdits pour l'instant, et la peine de mort a été appliquée en cas de corruption et d'agitation politique. La prise de pouvoir d'Ershad a été généralement considérée comme une évolution positive, car le Bangladesh était en proie à de graves difficultés économiques. Deux semaines avant le coup d'État de mars, le Premier ministre Shah Azizur Rahman a annoncé que le pays était confronté à d'importantes pénuries alimentaires. Le gouvernement était également confronté à un grave déficit budgétaire de l'ordre de quatre milliards de takas, et le FMI a déclaré qu'il n'accorderait plus de prêts tant que le Bangladesh n'aurait pas remboursé certaines de ses dettes existantes. L'année suivante, Ershad accède à la présidence, tout en conservant ses postes de chef de l'armée. Pendant la majeure partie de l'année 1984, Ershad a demandé aux partis d'opposition de participer aux élections locales sous la loi martiale. Le refus de l'opposition de participer, cependant, l'a forcé à abandonner ces plans. Il a cherché à obtenir le soutien de la population pour son régime lors d'un référendum national sur sa direction en mars 1985. Il a remporté une victoire écrasante, bien que la participation ait été faible. Deux mois plus tard, Ershad a organisé des élections pour les présidents des conseils locaux. Les candidats pro-gouvernementaux remportent la majorité des postes, mettant ainsi en marche l'ambitieux programme de décentralisation du président. La vie politique est encore libéralisée au début de l'année 1986, et des droits politiques supplémentaires, notamment le droit d'organiser de grands rassemblements publics, sont rétablis. En même temps, le parti Jatiya, conçu comme le véhicule politique d'Ershad pour la transition de la loi martiale, a été créé,,,.
Malgré le boycott du BNP, dirigé par la veuve du président Zia, Bégum Khaleda Zia, les élections parlementaires ont lieu comme prévu en mai 1986. Le parti Jatiya a remporté une majorité modeste des 300 sièges à l'Assemblée nationale. La participation de la Ligue Awami — dirigée par la fille du défunt président Mujib, Sheikh Hasina — a conféré une certaine crédibilité aux élections, malgré les accusations généralisées d'irrégularités du scrutin,,,.
Ershad a démissionné de son poste de chef d'état-major de l'armée et s'est retiré du service militaire en vue des élections présidentielles, prévues en octobre. Protestant contre le fait que la loi martiale était toujours en vigueur, le BNP et l'AL ont refusé de présenter des candidats opposés. Ershad l'emporte facilement sur les autres candidats, avec 84 % des voix. Bien que le gouvernement d'Ershad ait revendiqué un taux de participation de plus de 50 %, les dirigeants de l'opposition, et une grande partie de la presse étrangère, ont estimé un pourcentage bien inférieur et ont allégué des irrégularités de vote,,,.
Ershad a maintenu son engagement déclaré de lever la loi martiale. En novembre 1986, son gouvernement a réuni la majorité nécessaire des deux tiers à l'Assemblée nationale pour modifier la constitution et confirmer les actions précédentes du régime de la loi martiale. Le président a ensuite levé la loi martiale, et les partis d'opposition ont repris leurs sièges à l'Assemblée nationale,,,.

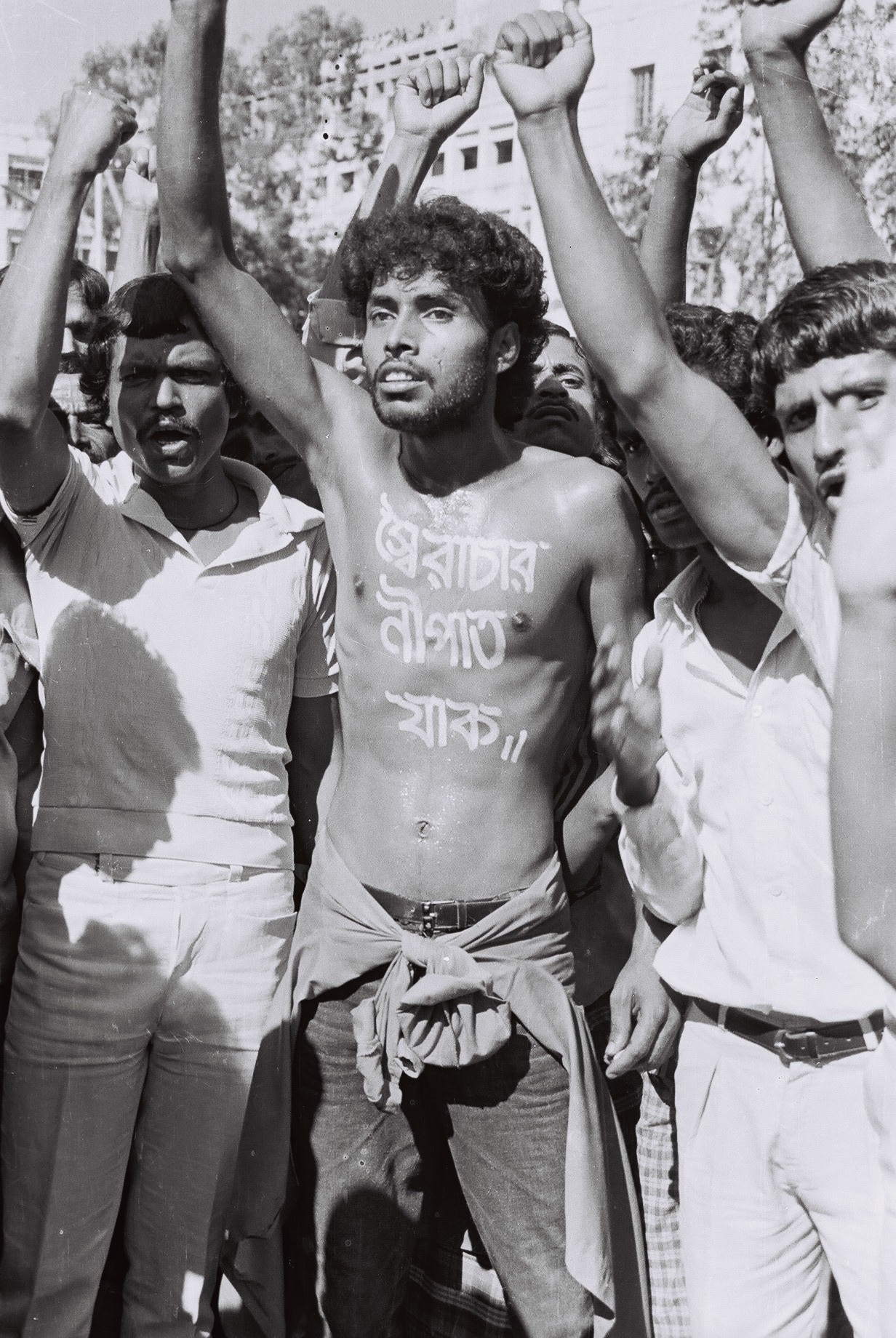
Noor Hossain, militant pro-démocratie bangladais, photographié par Dinu Alam avant d'être tué. Il protestait contre le régime autocratique d'Hossain Mohammad Ershad.

En juillet 1987, cependant, après que le gouvernement a fait adopter à la hâte un projet de loi controversé visant à inclure la représentation militaire dans les conseils administratifs locaux, l'opposition a quitté le Parlement. L'adoption de ce projet de loi a contribué à déclencher un mouvement d'opposition qui a rapidement pris de l'ampleur, unissant pour la première fois les partis d'opposition du Bangladesh. Le gouvernement a commencé à arrêter de nombreux militants de l'opposition en vertu de la loi sur les pouvoirs spéciaux de 1974. Malgré ces arrestations, les partis d'opposition ont continué à organiser des marches de protestation et des grèves dans tout le pays. Après avoir déclaré l'état d'urgence, Ershad dissout le Parlement et prévoit de nouvelles élections pour mars 1988,,,.
Tous les principaux partis d'opposition ont refusé les propositions du gouvernement de participer à ces élections, affirmant que le gouvernement était incapable d'organiser des élections libres et équitables. Malgré le boycott de l'opposition, le gouvernement a poursuivi son action. Le parti au pouvoir, le Jatiya, a remporté 251 des 300 sièges. Le Parlement, bien que toujours considéré par l'opposition comme un organe illégitime, a tenu ses sessions comme prévu et a adopté de nombreux projets de loi, y compris, en juin 1988, un amendement constitutionnel controversé faisant de l'islam la religion d'État du Bangladesh et une disposition prévoyant la création de bancs de la Haute Cour dans les grandes villes en dehors de Dacca. Si l'islam reste la religion d'État, la disposition visant à décentraliser la division de la Haute Cour a été invalidée par la Cour suprême,,,.
En 1989, la situation politique intérieure du pays semble s'être apaisée. Les observateurs internationaux considèrent généralement que les élections des conseils locaux ont été moins violentes et plus libres et équitables que les élections précédentes. Cependant, l'opposition au régime d'Ershad a commencé à reprendre de l'élan, s'intensifiant à la fin de 1990 par de fréquentes grèves générales, une augmentation des protestations sur les campus, des rassemblements publics et une désintégration générale de la loi et de l'ordre,,,.

### Loi sur la dévolution et le gouvernement local
Pour améliorer l'administration rurale, Ershad a introduit le système upazila et zila parishad (en). Il a organisé les premières élections démocratiques pour ces conseils de village en 1985,,,.

### Galerie de premiers ministres

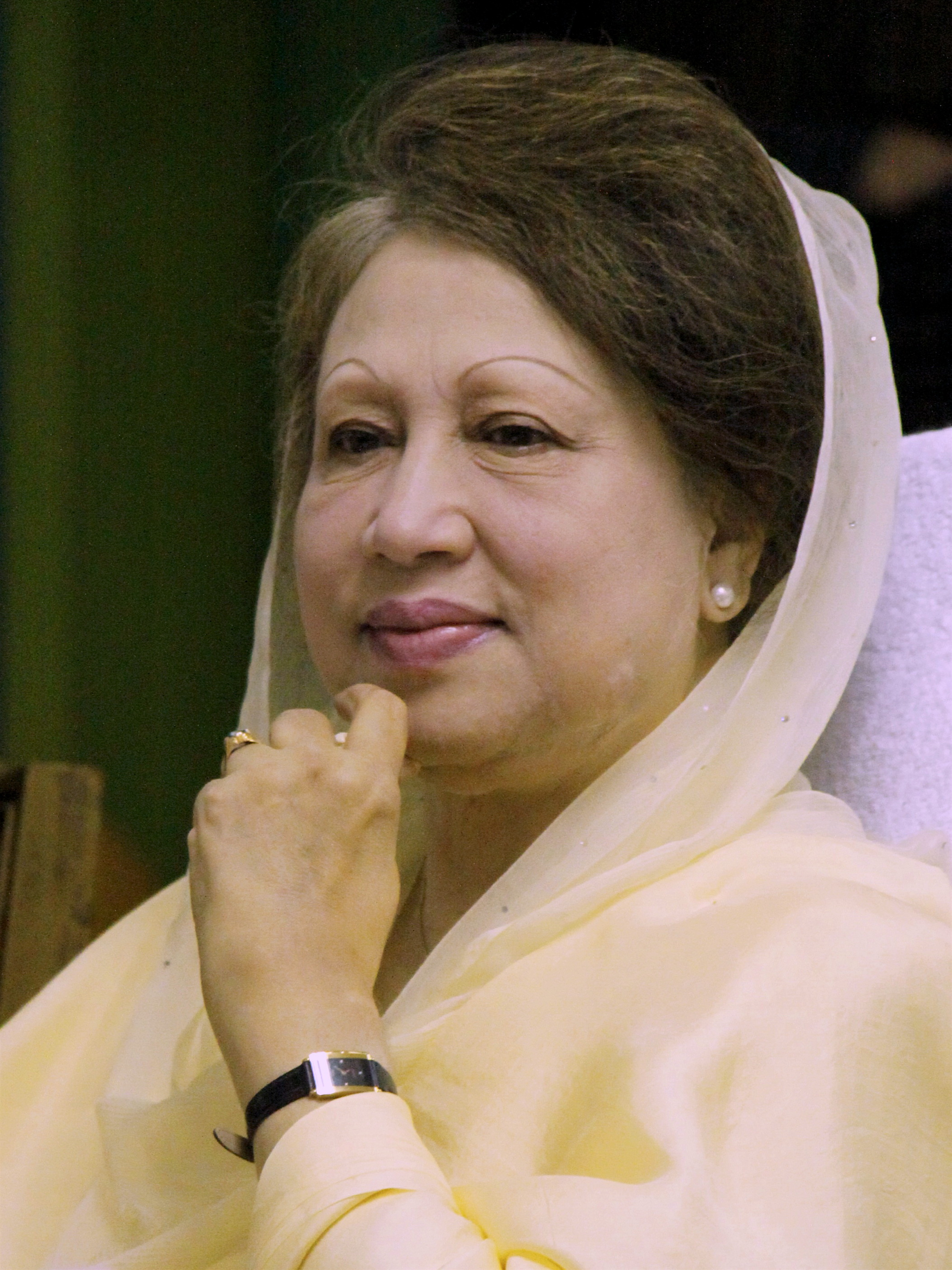
Khaleda Zia 1991-1996 2001-2006
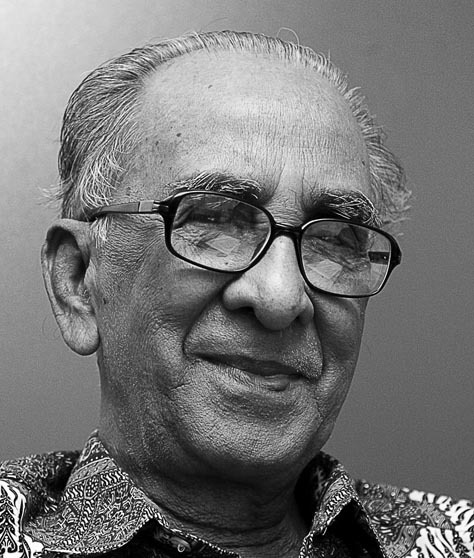
Muhammad Habibur Rahman 1996
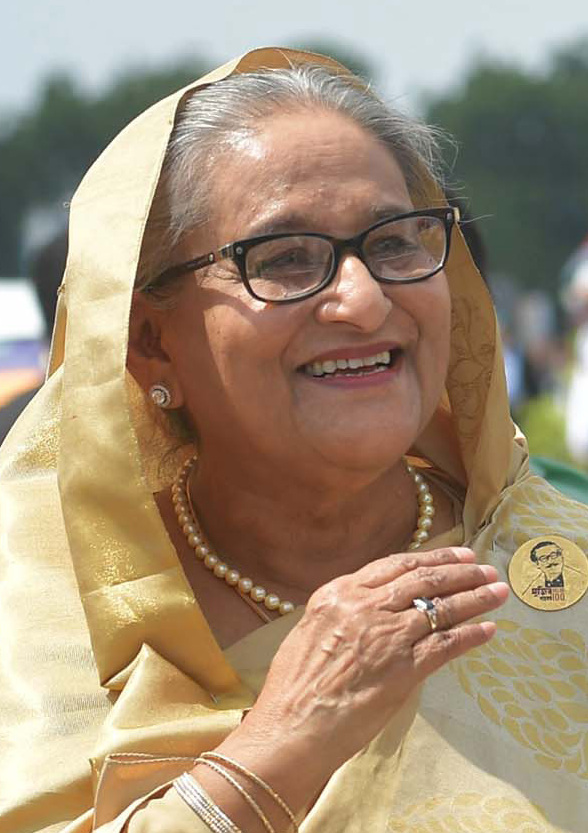
Sheikh Hasina 1996-2001 2009-2024
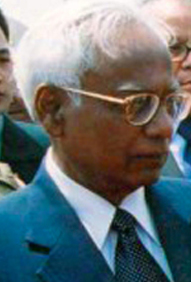
Iajuddin Ahmed 2006-2007
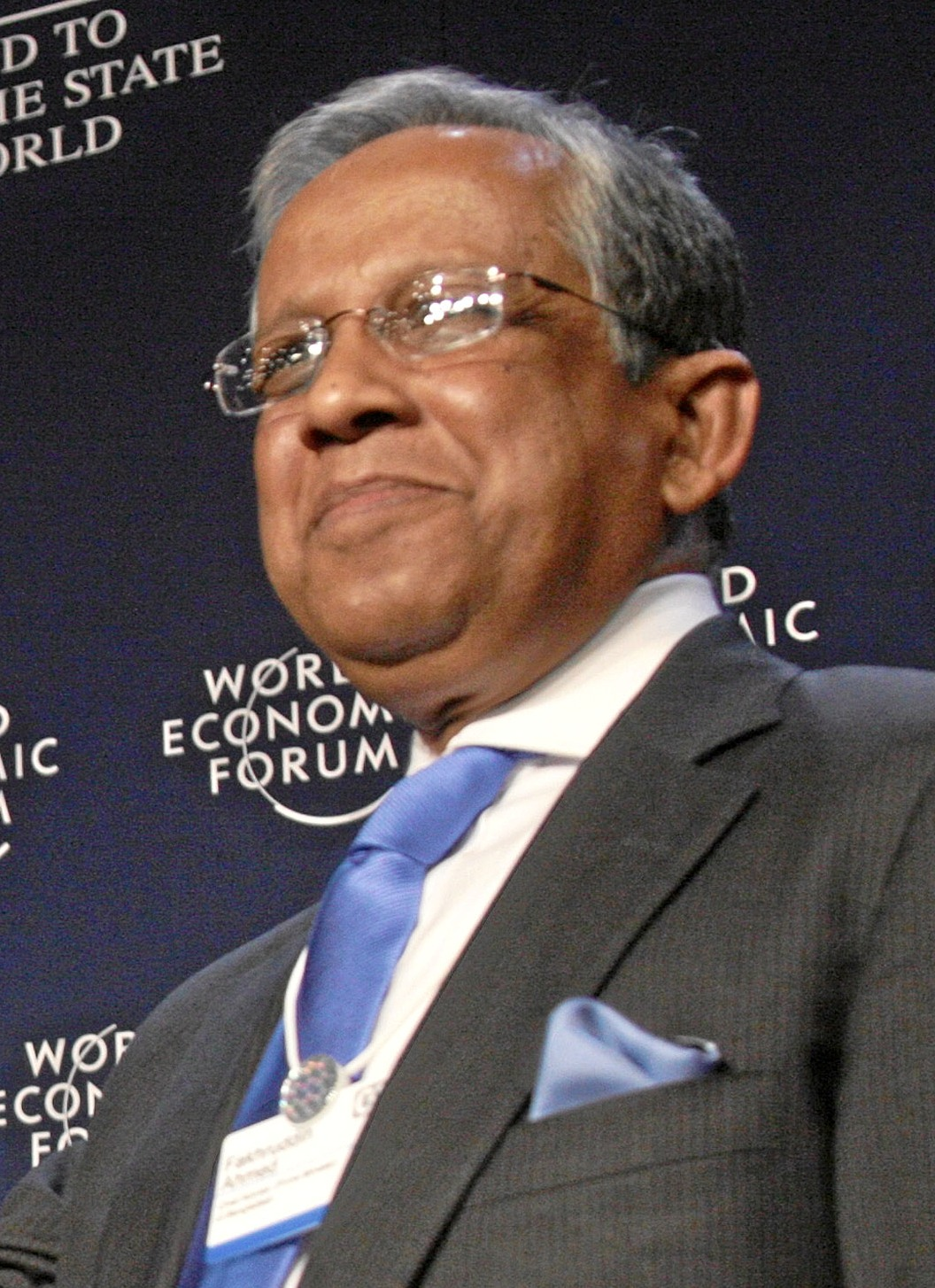
Fakhruddin Ahmed 2007-2009

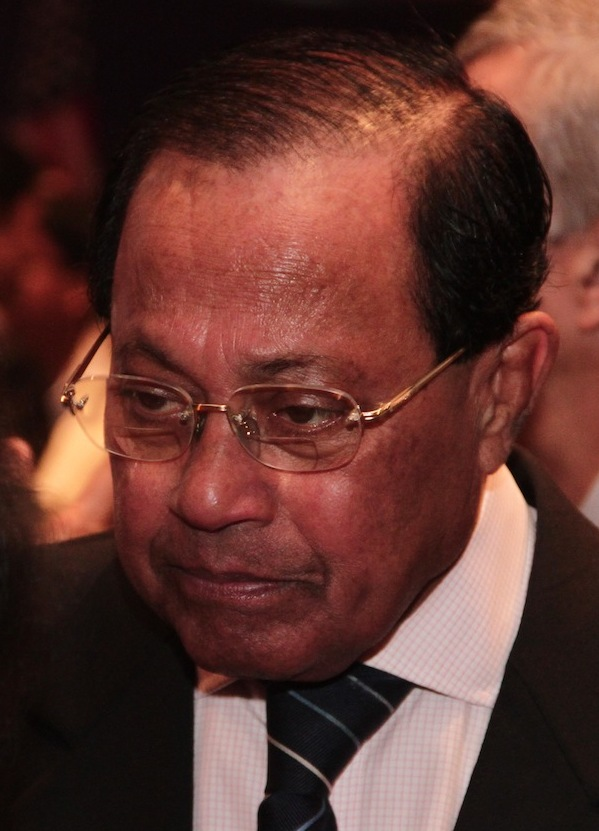
Moudud Ahmed 1988-1989
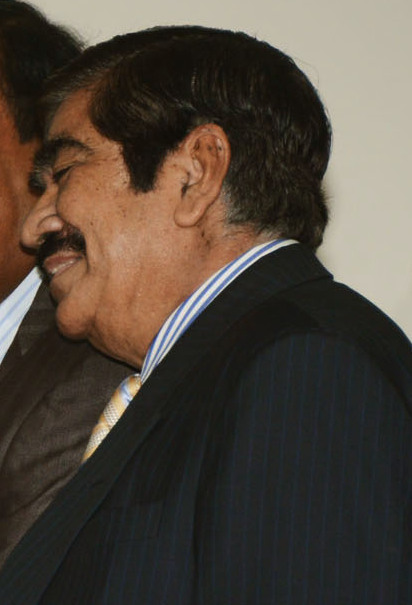
Kazi Zafar Ahmed 1989-1990

## Années 1990

### Transition vers la démocratie
Un large éventail de partis politiques s'est uni contre Ershad. La veuve de Ziaur Rahman, Khaleda Zia, dirigeait le Parti nationaliste du Bangladesh, qui s'est allié à la Ligue Awami du Bangladesh, dirigée par la fille de Sheikh Mujibur Rahman, Sheikh Hasina. Le Jamaat-e-Islami et d'autres partis et alliances islamiques ont rejoint les rangs de l'opposition. Ils ont appelé à des grèves et à des manifestations qui ont paralysé l'État et son économie. Bien que le parlement ait été dissous, de nouvelles élections ont été boycottées par l'opposition, notamment par la Ligue Awami et le Jamaat. Les étudiants ont lancé une campagne d'opposition de plus en plus intense, qui a finalement contraint Ershad à se retirer. Le 6 décembre 1990, Ershad a présenté sa démission. Le 27 février 1991, après deux mois de troubles civils généralisés, un gouvernement intérimaire dirigé par le président par intérim, le juge en chef Shahabuddin Ahmed, a supervisé ce que la plupart des observateurs considèrent comme les élections les plus libres et les plus équitables du pays à ce jour,,,.

### Première administration Khaleda Zia, 1991–1996
Le Parti nationaliste du Bangladesh (centre-droit) a remporté une majorité de sièges et a formé un gouvernement avec le soutien du parti islamique Jamaat-I-Islami, Khaleda Zia, veuve de Ziaur Rahman, obtenant le poste de première ministre. Seuls quatre partis ont eu plus de dix membres élus au Parlement de 1991 : Le BNP, dirigé par le Premier ministre Bégum Khaleda Zia ; la Ligue Awami, dirigée par Sheikh Hasina ; le Jamaat-I-Islami (JI), dirigé par Ghulam Azam ; et le Jatiya (JP), dirigé par le président par intérim Mizanur Rahman Chowdhury pendant que son fondateur, l'ancien président Ershad, purgeait une peine de prison pour corruption. L'électorat a approuvé d'autres changements à la constitution, recréant officiellement un système parlementaire et ramenant le pouvoir au bureau du premier ministre, comme dans la constitution originale du Bangladesh de 1972. En octobre 1991, les membres du Parlement ont élu un nouveau chef d'État, le président Abdur Rahman Biswas,,.
En mars 1994, une controverse autour d'une élection parlementaire partielle, que l'opposition prétendait truquée par le gouvernement, a conduit à un boycott indéfini du Parlement par l'ensemble de l'opposition. L'opposition a également lancé un programme de grèves générales répétées pour faire valoir sa demande de démission du gouvernement de Khaleda Zia et de supervision d'une élection générale par un gouvernement intérimaire. Les efforts de médiation du conflit, sous les auspices du Secrétariat du Commonwealth (en), ont échoué. Après qu'une autre tentative de règlement négocié a échoué de justesse fin décembre 1994, l'opposition a démissionné en masse du Parlement. L'opposition a ensuite poursuivi une campagne de marches, de manifestations et de grèves dans le but de forcer le gouvernement à démissionner. L'opposition, y compris la Ligue Awami, s'est engagée à boycotter les élections nationales prévues pour le 15 février 1996,,.
En février, Khaleda Zia a été réélue haut la main lors d'un scrutin boycotté et dénoncé comme injuste par les trois principaux partis d'opposition. En mars 1996, à la suite de l'escalade des troubles politiques, le Parlement en exercice a adopté un amendement constitutionnel pour permettre à un gouvernement intérimaire neutre d'assumer le pouvoir et d'organiser de nouvelles élections parlementaires ; l'ancien président de la Cour suprême Muhammad Habibur Rahman a été nommé conseiller principal (un poste équivalent à celui de Premier ministre) dans le gouvernement intérimaire. De nouvelles élections parlementaires ont eu lieu en juin 1996 et la Ligue Awami a remporté la majorité des voix et a formé le gouvernement avec le soutien du Parti Jatiya dirigé par le président déchu Hussain Muhammad Ershad ; le chef du parti, Sheikh Hasina, est devenu Premier ministre du Bangladesh,,.

### Première administration Sheikh Hasina, 1996–2001

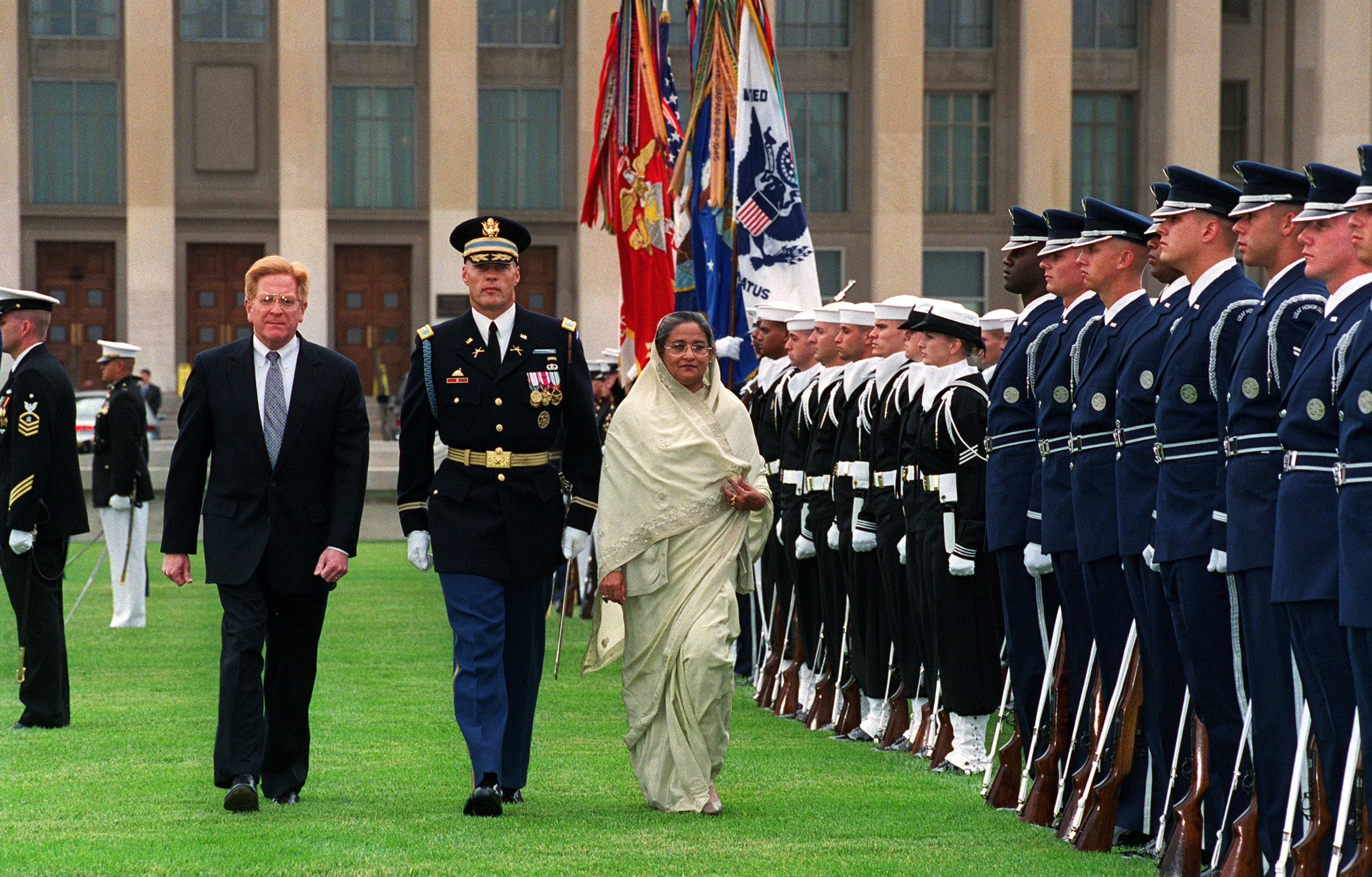
La Première ministre Sheikh Hasina inspecte la garde d'honneur lors d'une cérémonie d'arrivée en tout bien tout honneur au Pentagone le 17 octobre 2000.

Sheikh Hasina a formé ce qu'elle a appelé un « gouvernement de consensus national » en juin 1996, qui comprenait un ministre du parti Jatiya et un autre du Jatiya Samajtantrik Dal. Le parti Jatiya n'a jamais conclu d'accord de coalition officiel et le président du parti, Hossain Mohammad Ershad, a retiré son soutien au gouvernement en septembre 1997. Seuls trois partis avaient plus de dix membres élus au Parlement de 1996 : la Ligue Awami, le BNP et le Parti Jatiya. Le président du parti Jatiya, Ershad, a été libéré de prison sous caution en janvier 1997,,.
Les observateurs électoraux internationaux et nationaux ont estimé que les élections de juin 1996 étaient libres et équitables, et le Parti nationaliste du Bangladesh a finalement décidé de rejoindre le nouveau Parlement. Il a rapidement accusé la police et les militants de la Ligue Awami du Bangladesh de harceler et d'emprisonner à grande échelle les militants de l'opposition. À la fin de l'année 1996, le BNP a organisé un débrayage parlementaire pour ce motif et d'autres griefs, mais il est revenu en janvier 1997 dans le cadre d'un accord en quatre points avec le parti au pouvoir. Il a affirmé que cet accord n'avait jamais été appliqué et a organisé un nouveau débrayage en août 1997 et est revenu au Parlement en vertu d'un autre accord en mars 1998,,.
En juin 1999, le parti de Khaleda Zia et d'autres partis d'opposition ont à nouveau commencé à s'abstenir d'assister au Parlement. Les partis d'opposition ont organisé un nombre croissant de grèves générales dans tout le pays, passant de six jours de grève générale en 1997 à 27 jours en 1999. Une alliance de quatre partis d'opposition formée au début de 1999 a annoncé qu'elle boycotterait les élections parlementaires partielles et les élections locales si le gouvernement ne prenait pas les mesures exigées par l'opposition pour garantir l'équité électorale. Ce dernier n'a pas pris ces mesures et l'opposition a ensuite boycotté toutes les élections, y compris les élections des conseils municipaux en février 1999, plusieurs élections parlementaires partielles et les élections de la corporation de la ville de Chittagong en janvier 2000,,.
En juillet 2001, le gouvernement d'Hasina s'est retiré pour permettre à un gouvernement intérimaire de présider les élections parlementaires. La violence politique, qui avait augmenté pendant le mandat de la Ligue Awami, a continué de s'intensifier pendant l'été, à l'approche des élections. En août, Khaleda Zia et Sheikh Hasina ont convenu, lors d'une visite de l'ancien président Jimmy Carter, de respecter les résultats de l'élection, d'entrer au Parlement, qu'ils gagnent ou qu'ils perdent, de renoncer à l'utilisation des hartals (grèves violentes) comme outils politiques et, s'ils parviennent à former un gouvernement, de permettre à l'opposition de jouer un rôle plus significatif au Parlement. Le gouvernement intérimaire a réussi à contenir la violence, ce qui a permis la tenue d'une élection générale parlementaire le 1er octobre 2001,,.

### Galerie de premiers ministres
- Khaleda Zia
1991-1996
2001-2006
- Muhammad Habibur Rahman
1996
- Sheikh Hasina
1996-2001
2009-2024
- Iajuddin Ahmed
2006-2007
- Fakhruddin Ahmed
2007-2009

## Années 2000

### Seconde administration Khaleda Zia, 2001–2006
L'Alliance des quatre partis dirigée par le Parti nationaliste du Bangladesh a remporté une majorité de deux tiers au Parlement. Khaleda Zia a prêté serment le 10 octobre 2001, en tant que Première ministre.
Malgré sa promesse d'août 2001 et le fait que tous les groupes de surveillance des élections aient déclaré que les élections étaient libres et équitables, Sheikh Hasina a condamné les élections, rejeté les résultats et boycotté le Parlement. En 2002, cependant, elle a ramené les législateurs de son parti au Parlement, mais la Ligue Awami a de nouveau quitté le Parlement en juin 2003 pour protester contre les remarques désobligeantes d'un ministre d'État à l'égard d'Hasina et contre le rôle prétendument partisan du président du Parlement. En juin 2004, l'AL est retournée au Parlement sans qu'aucune de ses demandes ne soit satisfaite. Elle a ensuite assisté au Parlement de manière irrégulière avant d'annoncer le boycott de toute la session budgétaire de juin 2005,.
Le 17 août 2005, des explosions quasi-synchronisées d'engins explosifs improvisés dans 63 des 64 districts administratifs ont visé principalement des bâtiments gouvernementaux et tué deux personnes. Un groupe islamiste extrémiste appelé Jamaat-ul-Mujahideen Bangladesh (JMB) a revendiqué la responsabilité de ces explosions, qui visaient à faire valoir la demande du JMB de remplacer le système juridique laïque par des tribunaux islamiques de la charia. Les attaques ultérieures contre les tribunaux de plusieurs districts ont fait 28 morts, dont des juges, des avocats et des policiers chargés de garder les tribunaux. Une campagne gouvernementale contre les extrémistes islamiques a conduit à l'arrestation de centaines de dirigeants de haut niveau et de niveau intermédiaire du JMB. Six hauts dirigeants ont été jugés et condamnés à mort pour leur rôle dans le meurtre de deux juges ; un autre dirigeant a été jugé et condamné à mort par contumace dans la même affaire,.
En février 2006, l'AL est retournée au Parlement, a exigé la tenue d'élections anticipées et a demandé que des changements importants soient apportés au système électoral et au système de gouvernement intérimaire afin de mettre un terme aux manœuvres présumées de la coalition au pouvoir visant à truquer les prochaines élections. L'AL a accusé le BNP d'être responsable de plusieurs attaques très médiatisées contre des dirigeants de l'opposition et a affirmé que le BNP était déterminé à éliminer Sheikh Hasina et la Ligue Awami en tant que force viable. Le BNP et ses alliés ont accusé l'AL de dénigrer le Bangladesh, dans le pays et à l'étranger, par jalousie envers les performances du gouvernement en matière de développement et d'économie. Le dialogue entre les secrétaires généraux des principaux partis au pouvoir et de l'opposition n'a pas permis de régler les questions relatives à la réforme électorale,.

### Crise politique et gouvernement intérimaire, 2006–2008

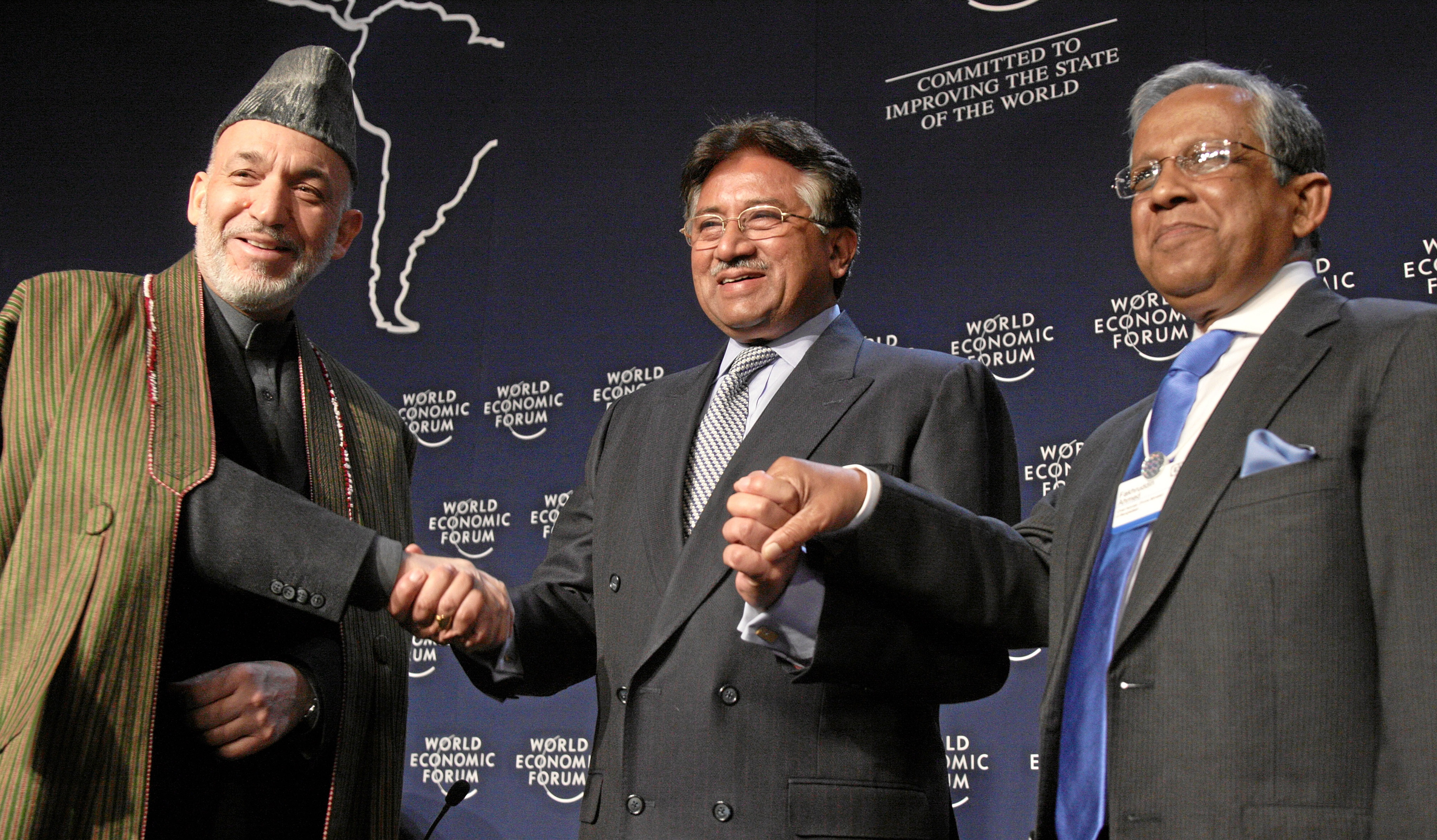
Hamid Karzai, Pervez Musharraf et Fakhruddin Ahmed lors de la réunion annuelle 2008 du Forum économique mondial à Davos, en Suisse.

Les mois qui ont précédé les élections prévues le 22 janvier 2007 ont été marqués par des troubles et des controverses politiques. Après la fin du gouvernement de Khaleda Zia, fin octobre 2006, des manifestations et des grèves ont eu lieu, au cours desquelles quarante personnes ont été tuées, en raison de l'incertitude quant à l'identité du chef du gouvernement intérimaire. Celui-ci a eu du mal à réunir tous les partis autour de la table. La Ligue Awami et ses alliés ont protesté et allégué que le gouvernement intérimaire favorisait le BNP.
La période intérimaire a été marquée par la violence et les grèves,. Le conseiller présidentiel Mukhlesur Rahman Chowdhury (en) a négocié avec Sheikh Hasina et Khaleda Zia et a amené tous les partis à participer aux élections législatives prévues le 22 janvier 2007. Plus tard, la nomination de Hossain Mohammad Ershad a été annulée ; en conséquence, la Grande Alliance a retiré ses candidats en masse le dernier jour possible. Ils ont exigé que les listes électorales soient publiées.
Plus tard dans le mois, le président Iajuddin Ahmed a imposé l'état d'urgence et a démissionné du poste de conseiller principal, sous la pression de l'armée du Bangladesh, et a nommé Fakhruddin Ahmed nouveau conseiller principal. L'activité politique est interdite. Le gouvernement soutenu par l'armée s'est employé à monter des dossiers de corruption contre des dirigeants et des membres des deux principaux partis. En mars 2007, les deux fils de Khaleda Zia, qui occupaient tous deux des postes au sein du Parti nationaliste du Bangladesh, ont été accusés de corruption. Hasina a été accusée de corruption et d'extorsion en avril 2007, et un jour plus tard, Khaleda Zia a également été accusée de corruption,,. Le chef de l'armée bangladaise, Moeen U Ahmed (en), le chef de la division antiterroriste de la direction générale du renseignement des forces armées, le général de brigade ATM Amin, et le directeur de la direction générale du renseignement des forces armées, le général de brigade Chowdhury Fazlul Bari, ont tenté d'écarter Sheikh Hasina et Khaleda Zia de la vie politique. L'ancien chef de l'armée, le général Hasan Mashhud Chowdhury, a été nommé à la tête de la Commission anti-corruption du Bangladesh. La Commission anti-corruption et la Commission électorale du Bangladesh ont été renforcées par le gouvernement intérimaire. Le 27 août 2007, des violences ont éclaté sur le campus de l'université de Dacca entre des étudiants et des soldats de l'armée du Bangladesh. Les étudiants ont appelé à la grève et ont brûlé des effigies du chef de l'armée. La police a attaqué les étudiants et agressé physiquement le vice-chancelier par intérim, le professeur AFM Yusuf Haider, ainsi que d'autres membres de la faculté de l'université. Les étudiants ont été rejoints dans la manifestation par des vendeurs de rue et des habitants de bidonvilles qui ont été expulsés par le gouvernement. L'armée du Bangladesh a accédé aux demandes des manifestants et a retiré le camp de l'armée du campus de l'université. Les étudiants et les enseignants ont exprimé le maintien de l'état d'urgence au Bangladesh.

### Deuxième administration Sheikh Hasina. 2009-2014

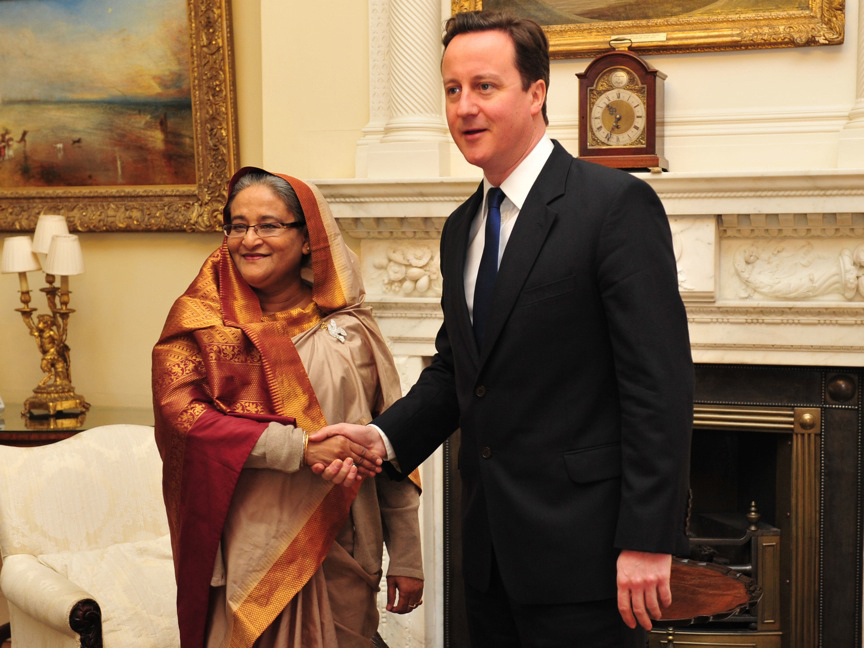
Sheikh Hasina avec le Premier ministre britannique David Cameron à Londres en janvier 2011.

Le 6 novembre 2008, Sheikh Hasina retourne au Bangladesh pour assister aux élections générales prévues pour le 29 décembre. Elle décide de participer au scrutin parlementaire sous la bannière électorale de la « Grande Alliance », avec le parti Jatiya, dirigé par Hossain Mohammad Ershad, comme partenaire principal. Le 11 décembre 2008, elle annonce officiellement le manifeste électoral de son parti lors d'une conférence de presse, et s'engage à construire un « Bangladesh numérique » pour 2021.
La Ligue Awami du Bangladesh et la Grande Alliance (14 partis au total) remportent les élections de 2008 avec une majorité des deux tiers ; le parti contrôle 230 sièges sur 299. Khaleda Zia, leader de la coalition dirigée par le BNP (un alliance de quatre partis), rejette les résultats de l'élection en interrogeant le commissaire électoral en chef sur « la gestion des élections parlementaires ». Sheikh Hasina prête serment en tant que Première ministre pour la deuxième fois le 6 janvier 2009. Des observateurs indépendants déclarent que les élections se sont déroulées dans une atmosphère festive et pacifique. Après avoir accédé au poste de Première ministre, Sheikh Hasina revient sur son accord avec le parti Jatiya, qui visait à faire d'Ershad, son leader, le président du Bangladesh,.
Sheikh Hasina renvoie un grand nombre d'hommes politiques de son parti parce qu'ils soutiennent les réformes imposées par le précédent gouvernement intérimaire. En 2009, elle doit faire face à une mutinerie des gardes-frontières à la suite d'un conflit sur leurs salaires ; cette crise nationale fait 75 morts, dont des officiers de l'armée du Bangladesh,. Certains officiers accusent Sheikh Hasina d'être responsable de ces décès en n'ayant pas envoyé l'armée plus tôt. En 2011, le Parlement supprime la loi qui exige la tenue d'élections par un gouvernement intérimaire non partisan. En 2012, elle maintient une position de fermeté et refuse l'entrée aux réfugiés rohingyas fuyant le Myanmar lors des émeutes de l'État de Rakhine,.

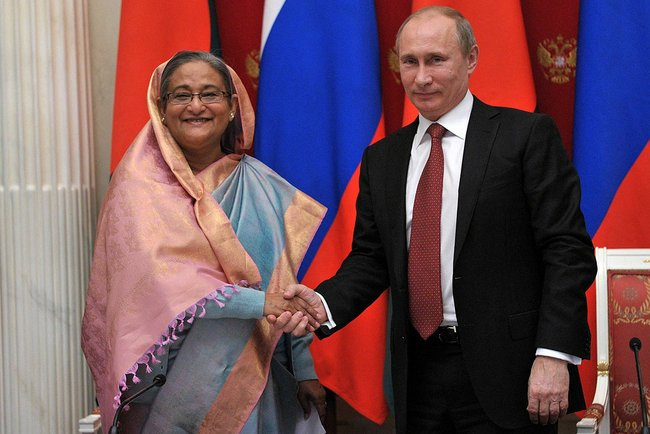
Sheikh Hasina avec le président russe Vladimir Poutine à Moscou en janvier 2013.

Elle est reconnue au niveau international pour la réalisation de certains des objectifs du millénaire pour le développement des Nations unies. En 2012, une tentative de coup d'État menée contre elle par des officiers de rang intermédiaire de l'armée est stoppée, l'armée bangladaise ayant été avertie par une agence de renseignement indienne. L'armée du Bangladesh décrit les officiers impliqués comme étant des extrémistes islamiques. En 2012, elle se brouille avec Muhammad Yunus, prix Nobel de la paix et fondateur de la Grameen Bank, à la suite d'un documentaire norvégien qui critique le fait qu'Yunus transfère de l'argent de la Grameen Bank vers une organisation affiliée. Yunus retransfère l'argent après la diffusion du documentaire, mais cela renforce la surveillance de la banque par le gouvernement et les médias au Bangladesh. Il perd le contrôle de sa banque à la suite d'un verdict du tribunal. Il critique alors Sheikh Hasina et d'autres personnalités politiques bangladaises. Sheikh Haisna répond qu'elle ne comprend pas pourquoi Yunus l'accuse alors que c'est un verdict du tribunal qui l'a exclu de la Grameen Bank. Pendant ce mandat, le gouvernement dirige et réussit à former le Tribunal international des crimes, chargé d'enquêter et de poursuivre les suspects impliqués dans le génocide du Bangladesh, commis par l'armée pakistanaise et ses collaborateurs locaux, Razakars, Al-Badr et Al-Shams pendant la guerre de libération du Bangladesh en 1971.

### Vision 2021 et Bangladesh digital
Vision 2021 (en) était le manifeste politique de la Ligue Awami avant sa victoire aux élections nationales de 2008. Il s'agit d'une vision politique du Bangladesh pour l'année 2021, le jubilé d'or de la nation. Elle a été critiquée comme une politique emblématique de l'optimisme technologique dans le contexte du Bangladesh et de la répression des médias par l'État, de la faible pénétration de l'internet et de la production insuffisante d'électricité. La Vision 2021 est une articulation de ce que cette nation doit être en 2021 — l'année qui marque le 50e anniversaire de l'indépendance du Bangladesh. Le Bangladesh numérique implique une large utilisation des ordinateurs et incarne la philosophie moderne d'une utilisation efficace et utile de la technologie en termes de mise en œuvre des promesses en matière d'éducation, de santé, d'emploi et de réduction de la pauvreté. Le parti a souligné l'importance d'un changement d'attitude, d'une pensée positive et d'idées novatrices pour assurer le succès du « Bangladesh numérique »,,.

## Années 2010

### Tribunal des crimes de guerre

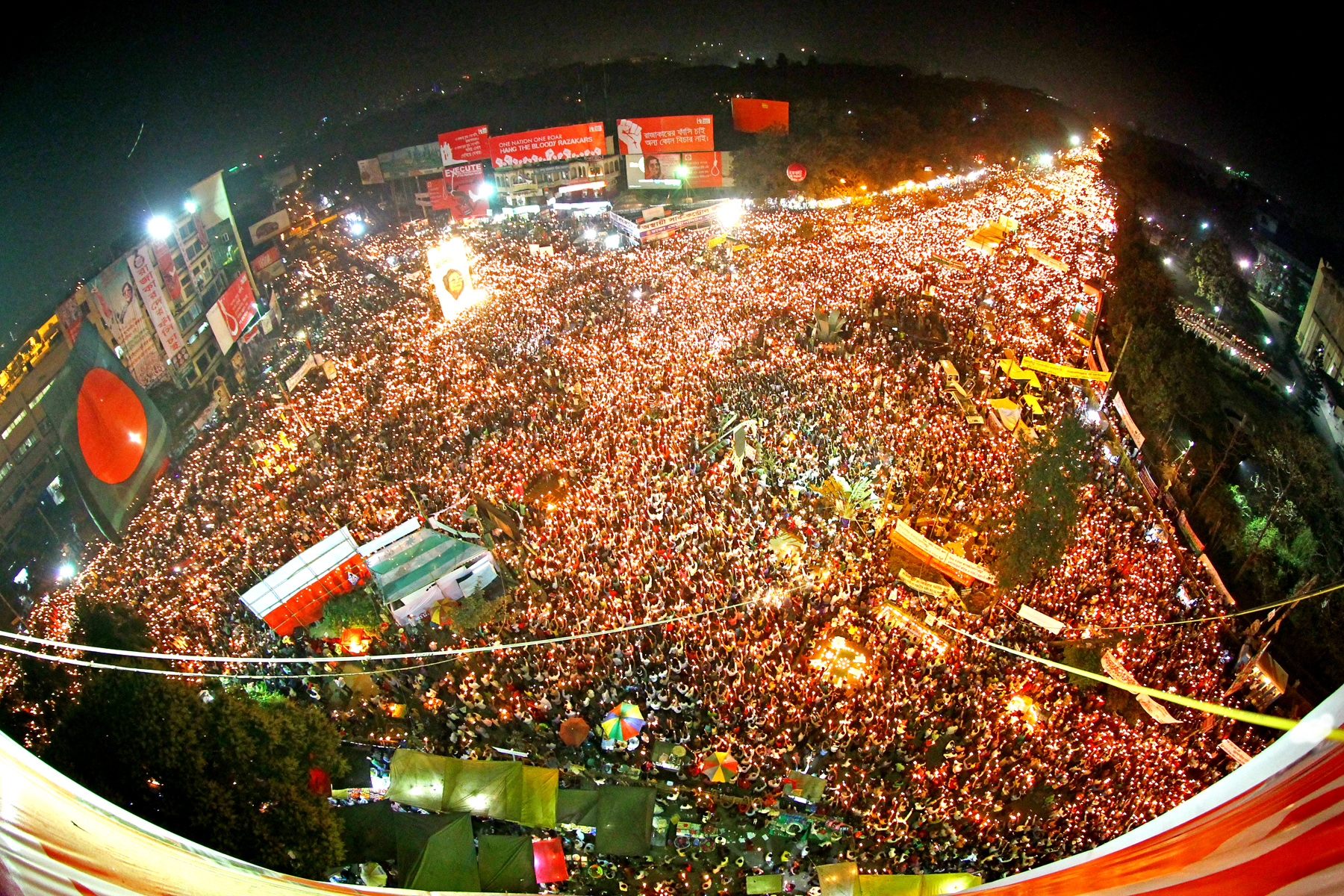
Manifestation contre les criminels de guerre à Shahbagh, au Bangladesh, en 2013.

Lors des élections générales de 2008, la Ligue Awami (AL) s'est engagée à créer ces tribunaux en réponse aux appels lancés depuis longtemps pour que les criminels de guerre soient jugés. Les premières mises en accusation ont été prononcées en 2010. Toutefois, les principaux auteurs des crimes de guerre, les soldats pakistanais, sont restés hors de portée des tribunaux.
Le gouvernement a mis en place le tribunal après que la Ligue Awami a remporté les élections générales de décembre 2008 avec une majorité de plus de deux tiers au Parlement. Le Comité d'enquête sur les crimes de guerre, chargé d'enquêter et de trouver des preuves, a terminé son rapport en 2008, identifiant 1 600 suspects. Avant la formation du TCI, le Programme des Nations Unies pour le développement a offert son aide en 2009 pour la formation du tribunal. En 2009, le Parlement a modifié la loi de 1973 qui autorisait un tel tribunal afin de le mettre à jour.

### Troisième administration Sheikh Hasina, 2014–2019

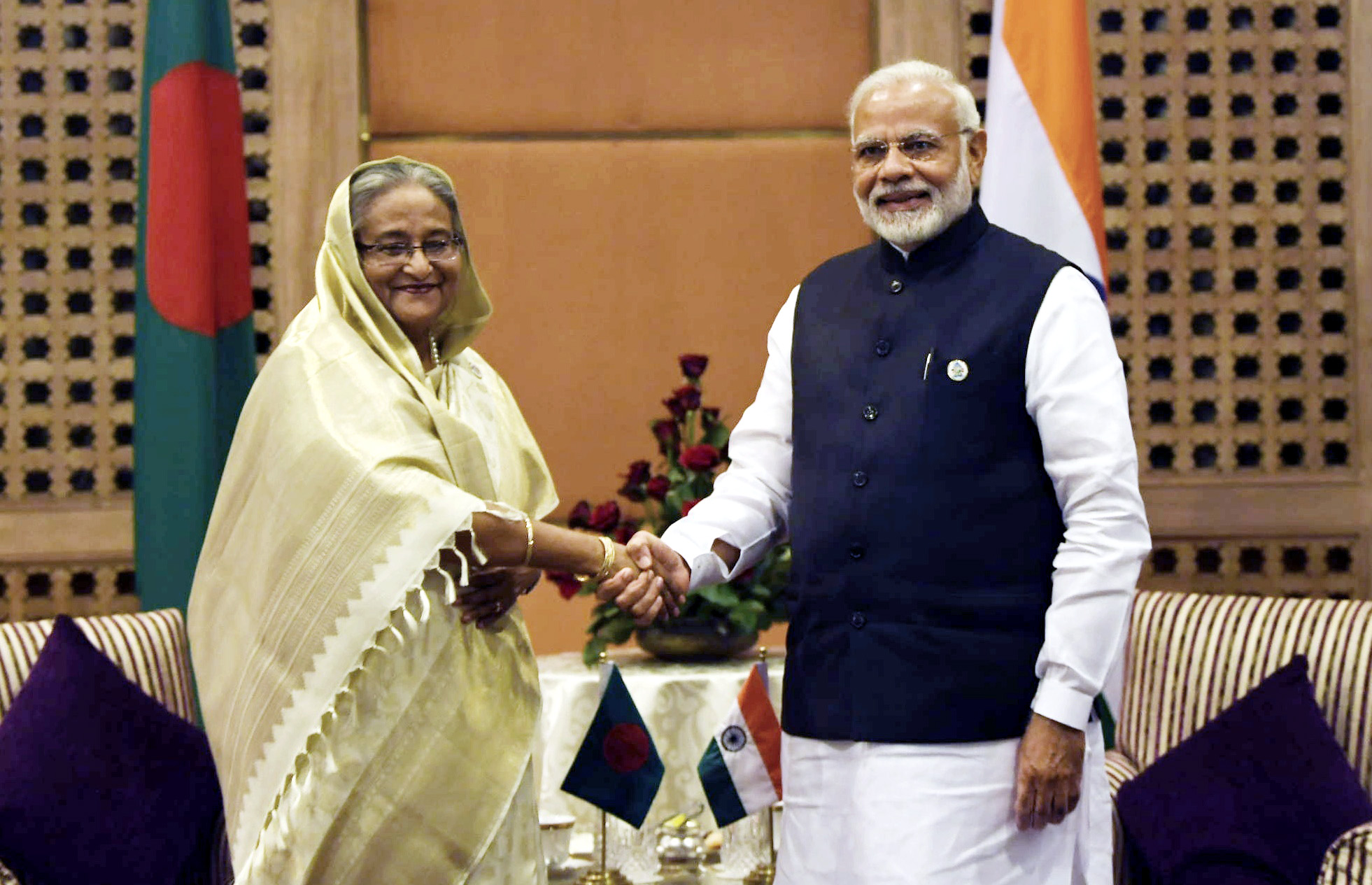
Sheikh Hasina avec le Premier ministre indien Narendra Modi en 2018.

Sheikh Hasina et son parti sont accusés d'avoir réprimé l'opposition tout au long de leur mandat. De nombreux membres de l'opposition sont arrêtés ou jugés, et le gouvernement semble parfois étouffer la dissidence et la liberté d'expression. Le Jamaat-e-Islami, un petit parti islamiste, clé de la coalition de l'opposition, se voit interdire en 2013 de participer aux élections, après qu'un tribunal a jugé que sa charte religieuse est incompatible avec la constitution laïque du Bangladesh. Craignant que les élections législatives de 2014 ne soient pas libres et équitables, le BNP et d'autres groupes d'opposition les boycottent, et la Ligue Awami les remporte haut la main.
Les violences politiques se multiplient depuis le début 2015. Elles ont pour cause les tensions entre la Première ministre Sheikh Hasina et la leader de l’opposition Khaleda Zia, présidente du Parti nationaliste du Bangladesh (BNP) et ancienne chef du gouvernement. Un mandat d'arrêt est lancé contre Zia, qui ne se présente pas au tribunal pour être entendue et déclenche par la suite des mouvements de grève et des manifestations entraînant la mort de 101 personnes et faisant plus de 100 blessés.
La même année, Sheikh Hasina, est annoncée comme l'un des lauréats du prix « Champions de la Terre » des Nations unies en reconnaissance des initiatives de son pays pour lutter contre le changement climatique,.
En 2016, le gouvernement est soumis à une pression croissante pour mettre fin à une culture apparente d'impunité après une série de meurtres brutaux d'écrivains laïques, de blogueurs, de militants homosexuels et d'intellectuels libéraux par des islamistes radicaux. Les critiques accusent le gouvernement de la Ligue Awami de ne pas agir efficacement pour mettre fin au carnage,. C'est également en 2016 que Sheikh Hasina fait le demande au secrétaire d'État américain, John Kerry, d'extrader les assassins de son père, Sheikh Mujibur Rahman. Elle pense qu'au moins un des tueurs fugitifs, Rashed Chowdhury, vit actuellement aux États-Unis.
En avril 2017, Sheikh Hasina se rend en visite officielle en Inde, sa première visite bilatérale depuis 2009, — elle s'est rendue à Goa l'année précédente dans le cadre du rapprochement entre les dirigeants du BRICS et du BIMSTEC — afin d'y discuter d'un projet d'accord bilatéral de coopération en matière de défense.
En août 2017 une tentative d'assassinat visant Sheikh Hasina est déjouée par des agents antiterroristes à Dacca. En s'inspirant de la manière dont a été assassinée Indira Gandhi, six à sept membres des forces spéciales de sécurité (en) (Special Security Force - SSF), qui gardent le Premier ministre du Bangladesh, se préparaient à attaquer Sheikh Hasina le 24 août. Plus tôt la même année, dix islamistes impliquées dans la tentative d'assassinat de la Première ministre en 2000 ont été condamnés à mort.
Lors des élections de décembre 2018, la coalition menée par Sheikh Hasina obtient 288 des 300 sièges du parlement, ce qui lui garantit un quatrième mandat de Première ministre, le troisième consécutif. Le scrutin est marqué par des violences, provoquant la mort de dix-sept personnes. La victoire de Sheikh Hasina consolide son règne de dix ans sur le Bangladesh, où elle est reconnue pour avoir amélioré l'économie et favorisé le développement, mais où elle est également accusée de violations des droits de l'homme, de répression des médias et de suppression de la dissidence.
En 2018, elle fait partie de la liste Time 100 des cent personnes les plus influentes dans le monde.

### Violence anti-hindoue, 2014
Le 5 janvier 2014, les 10e élections générales ont eu lieu au Bangladesh. Le Parti nationaliste du Bangladesh (opposition) et son allié Jamaat-e-Islami avaient déjà boycotté les élections. La période précédant les élections a été marquée par des grèves successives et des violences de la part des partis d'opposition. Les victimes ont affirmé qu'après les élections, les travailleurs et les partisans des partis d'opposition ont commencé à attaquer la minorité hindoue bengalie. Ils ont été accusés de pillage, de vandalisme et d'incendie de maisons hindoues dans plusieurs districts du pays. Sept personnes appartenant au Jamaat-e-Islami et au Parti nationaliste ont été arrêtées en relation avec ces attaques. La Commission nationale des droits de l'homme a tenu le gouvernement pour responsable des attaques contre les hindous après les élections.

### Attaques contre les laïcs
Depuis 2013, plusieurs écrivains, blogueurs et éditeurs laïques du Bangladesh ont été tués ou gravement blessés dans des attaques perpétrées par des extrémistes islamistes. Ces attaques ont eu lieu à un moment de tension croissante entre les laïques bangladais, qui veulent que le pays maintienne sa tradition laïque de séparation de la religion et de l'État, et les islamistes, qui veulent un État islamique. Les tensions ont également augmenté en raison du tribunal des crimes de guerre du pays, qui a récemment condamné plusieurs membres du parti islamiste d'opposition Jamaat-e-Islami pour des crimes commis pendant la sanglante guerre d'indépendance du Bangladesh en 1971. Les laïques ont réclamé des peines plus sévères pour les condamnés, et certains ont demandé l'interdiction du parti Jamaat-e-Islami lui-même, ce qui a suscité l'ire des partisans du parti. La responsabilité des attaques contre des laïcs qui se sont produites depuis a été revendiquée par un certain nombre de groupes militants, dont Ansarullah Bangla Team, qui ont fréquemment justifié leurs attaques au motif que leurs victimes étaient des athées et des ennemis de l'islam. Quatre blogueurs avaient été tués en 2015, mais seules quatre personnes ont été arrêtées dans ces affaires de meurtre,.

### Manifestations d'étudiants contre la TVA sur l'éducation

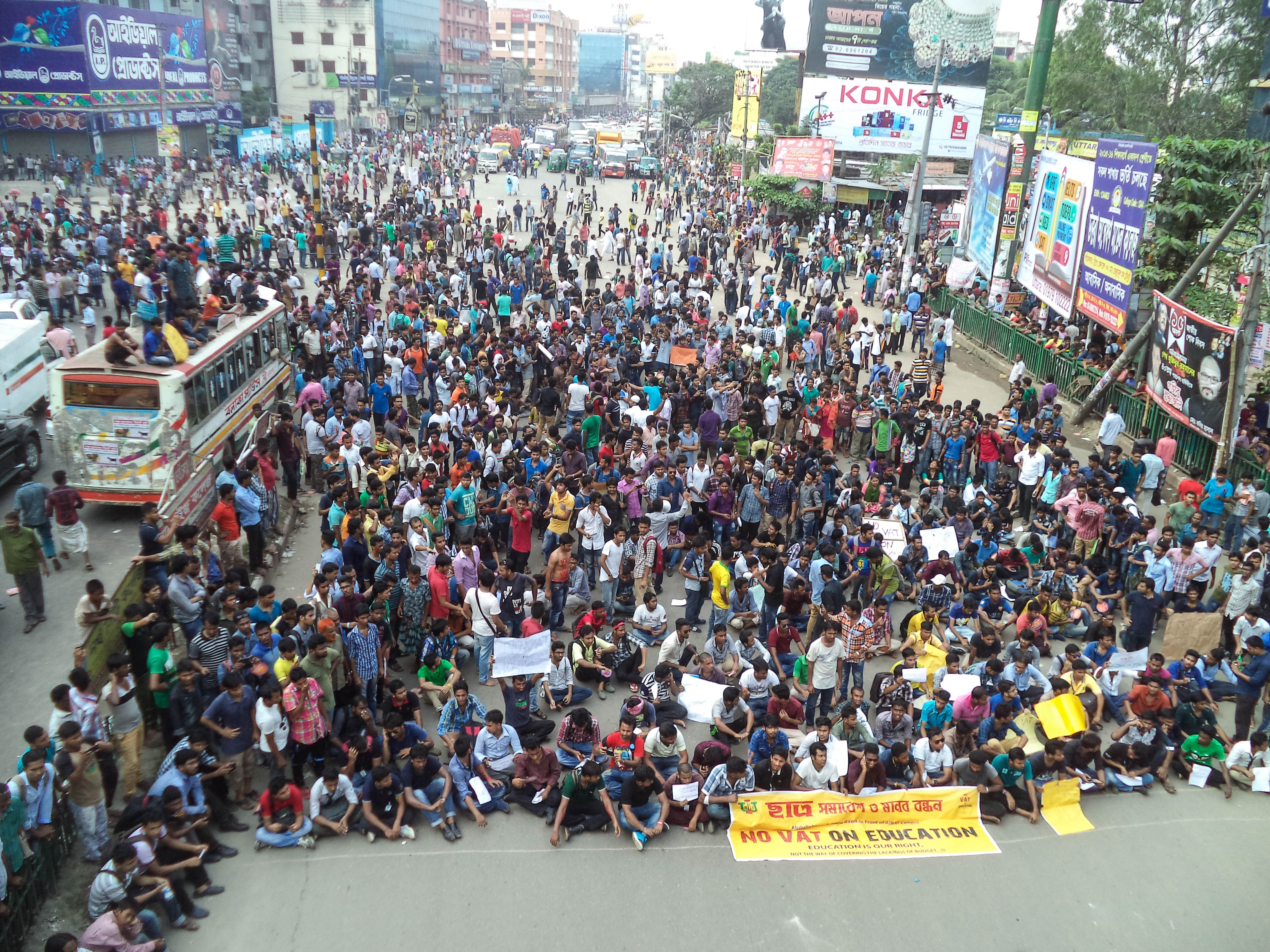
Des étudiants d'universités privées à Uttara, à Dacca, protestent contre la TVA sur les frais de scolarité.

Les manifestations étudiantes de 2015 au Bangladesh sur le thème « Pas de TVA sur l'éducation » étaient des manifestations d'étudiants d'universités privées au Bangladesh demandant la suppression de la TVA imposée sur l'enseignement supérieur dans les universités privées,. Le ministre des Finances du gouvernement de la Ligue Awami a d'abord introduit une TVA de 10 % sur l'enseignement supérieur dans les universités privées dans le projet de budget de 2015-16. En raison d'une forte opposition, la TVA a été réduite à 7,5 %. Elle a été retirée par la division des finances après une réunion du cabinet le 14 septembre 2015.

### Mouvement pour la réforme des quotas

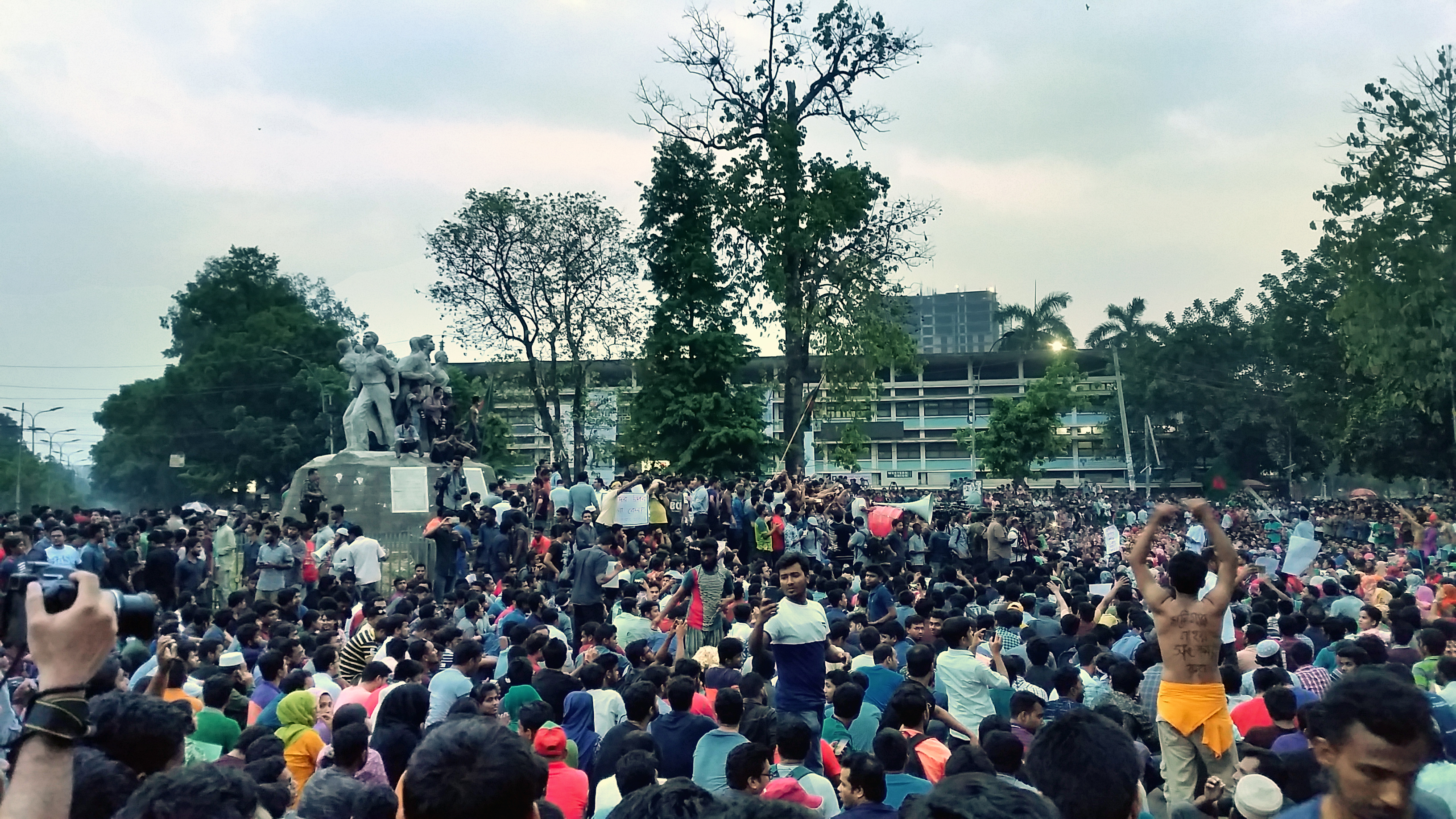
Manifestants pour la réforme des quotas à l'université de Dacca.

Le mouvement pour la réforme des quotas de 2018 est un mouvement étudiant qui demande des réformes dans les politiques concernant le recrutement dans les services gouvernementaux du Bangladesh. Le mouvement initié par le Conseil général de conservation des droits des étudiants du Bangladesh (en) a initialement commencé à Shahbag et sur le campus de l'université de Dacca le 17 février 2018, et s'est finalement étendu à tout le pays le 8 avril 2018. Le mouvement a rapidement gagné en popularité parmi les étudiants de différentes universités et collèges, forçant le gouvernement à annoncer des changements dans sa politique.
Dans le cadre du système de recrutement du gouvernement du Bangladesh, 56 % des postes d'entrée dans la fonction publique sont réservés à des classes spécifiques habilitées : 30 % pour cent pour les enfants/petits-enfants des combattants de la liberté de 1971, 10 % pour les femmes, 10 % pour les districts en fonction de la population, 5 % pour les minorités ethniques et 1 % pour les personnes handicapées. En conséquence, seuls 44 % des candidats à l'emploi sont en mesure d'obtenir des postes sur la base du mérite, ce qui provoque le mécontentement d'une grande partie des étudiants généralistes qui se disent privés malgré des résultats supérieurs à ceux des candidats relevant de n'importe quel quota. De précédentes protestations sur la même question ont eu lieu en 2013 et 2008, mais n'ont pas réussi à faire changer la politique de quotas du gouvernement. En juillet 2018, des manifestations et des contre-violences ont éclaté dans diverses universités bangladaises, notamment à l'université de Rajshahi, à propos du mouvement de réforme des quotas, qui visait à modifier le système de quotas. Le vice-chancelier de l'université, le professeur M. Abdus Sobhan, a rejeté le mouvement de réforme des quotas en le qualifiant de « mouvement anti-gouvernemental avec un motif de sabotage »,.

### Manifestations pour la sécurité routière

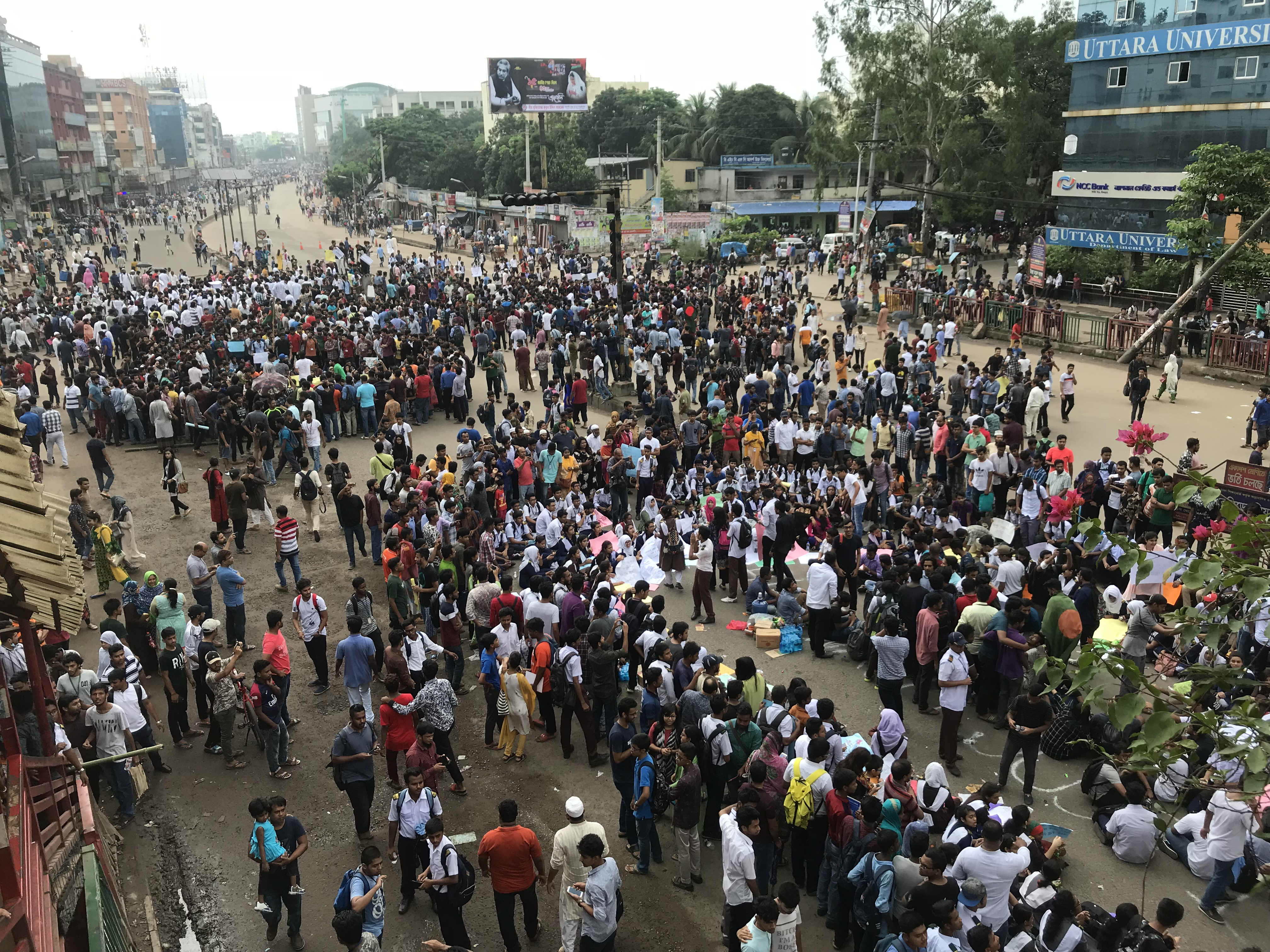
Des étudiants bloquent une route à Uttara, dans le nord de Dacca, le 2 août 2018.

Une série de manifestations publiques au Bangladesh prônant l'amélioration de la sécurité routière ont eu lieu du 29 juillet au 8 août 2018. Elles ont été déclenchées par la mort de deux lycéens à Dacca renversés par un bus conduit par un conducteur sans permis qui faisait la course pour récupérer des passagers. L'incident a poussé les étudiants à réclamer des routes plus sûres et un code de la route plus strict, et les manifestations se sont rapidement propagées dans tout le Bangladesh,.
Les manifestations ont été pacifiques jusqu'au 2 août, date à laquelle la police a tenté de disperser les manifestants à l'aide de gaz lacrymogènes et où des personnes soupçonnées d'être membres d'une ligue de jeunesse pro-gouvernementale ont attaqué des manifestants et des journalistes,. Le gouvernement a arrêté plusieurs manifestants et un photographe pour avoir donné une interview sur les manifestations à des médias internationaux,. Plusieurs organisations internationales et des personnalités de premier plan ont exprimé leur solidarité avec les manifestants. La répression des étudiants manifestants a été vivement critiquée tant au niveau national qu'international,,.
Le troisième cabinet de Sheikh Hasina a approuvé le 6 août un projet de loi sur la circulation prévoyant la peine capitale pour les homicides volontaires et une peine de prison maximale de cinq ans pour les homicides accidentels commis avec un véhicule à moteur. Les manifestants ont estimé que la peine maximale de cinq ans était trop légère pour les décès accidentels dus à une conduite imprudente. Le 8 août, la situation dans la ville était revenue à la normale, la plupart des étudiants avaient repris leurs cours et la circulation avait repris son cours normal, de nombreuses sources affirmant que les neuf jours de protestation étaient terminés,,.

### Quatrième administration Sheikh Hasina, 2019-2024
Les élections générales bangladaises de 2018 ont eu lieu le 30 décembre 2018. Le résultat a été une victoire écrasante de la Ligue Awami dirigée par Sheikh Hasina. Les élections ont été marquées par des violences et des allégations de fraude électorale. Le chef de l'opposition Kamal Hossain a rejeté les résultats, les qualifiant de farce et demandant la tenue de nouvelles élections sous un gouvernement neutre,,.
Les élus on prêté serment le 3 janvier 2019. Sheikh Hasina prête serment en tant que Première ministre du Bangladesh pour la quatrième fois après la victoire écrasante de sa Ligue Awami lors des élections de décembre 2018, qui sont marquées par des violences mortelles et des allégations de fraude électorale. Le président Abdul Hamid lui fait prêter serment le 7 janvier 2019 au Durbar Hall de Bangabhaban. Dans une interview exclusive avec Deutsche Welle, Sheikh Hasina indique que son présent — et troisième mandat consécutif — pourrait être son dernier. Elle ajoute qu'elle voudrait céder la place pour de jeunes leaders.
En octobre 2019, lors d'une visite officielle en Inde, elle déclare que le Bangladesh va essayer de valoriser les opportunités économiques liant son pays avec l'Inde, mettant en avant son désir de mettre en avant un agenda économique éclipsé par les déclarations du ministre de l'Intérieur indien Amit Shah, qui avait désigné les citoyens du Bangladesh comme des « infiltrés ».
En avril 2020, le magazine Forbes félicite la Première ministre Sheikh Hasina et l'inscrit sur sa liste des femmes dirigeantes ayant participé à contenir la pandémie de coronavirus.
Le 3 décembre, Sheikh Hasina accueille le haut commissaire du Pakistan, Imran Ahmed Siddiqui, dans sa résidence officielle, ce qui pourrait laisser présager que les relations entre Dacca et Islamabad seraient en train de se dégeler.

## Années 2020

### AnnéeMujibet jubilé d'or
Le 26 mars 2021, le Bangladesh veut marquer le demi-centenaire de son indépendance. L'annonce de l'année 1971 est particulièrement importante car Sheikh Mujibur Rahman a activement participé à la lutte pour l'indépendance du Bangladesh.
Pour l'année 2021, l'initiative « Bangla50 » est lancée pour célébrer les 50 ans d'indépendance du Pakistan et appelée en bengali Subarṇa jaẏantī, avec un logo qui s'écrit « BD50 ». Plusieurs programmes de célébration sont organisés dans des pays comme l'Inde, la Russie, l'Allemagne, la Suède, la Hongrie, la Pologne, le Népal et le Bhoutan.
La visite du Premier ministre indien Narendra Modi au Bangladesh est annulée après que le Bangladesh a décidé d'éviter les célébrations de masse le 17 mars à la suite de la détection de trois cas de coronavirus. Modi doit participer à la célébration du centenaire de la naissance de Bangabandhu Sheikh Mujibur Rahman par vidéoconférence. Par la suite, tous les rassemblements publics et toutes les occasions sont déclarés reportés en raison du coronavirus,.
À la suite de la pandémie de coronavirus et de l'identification de patients infectés au Bangladesh, le 8 mars 2021, le gouvernement du Bangladesh et le Comité national de mise en œuvre de la célébration du centenaire de la naissance annoncent un petit événement dans l'intérêt et le bien-être du public. Dans le même temps, il est annoncé que la visite des chefs d'État invités de différents pays est également annulée,.

### Violence anti-hindoue, 2021
Du 13 au 19 octobre 2021, des foules musulmanes déclenchent des violences communautaires à l'encontre des communautés hindoues à travers le Bangladesh lors du festival de Durgā pūjā. Plus de 120 temples et dispositifs de culte de fortune sont vandalisés.
Le gouvernement bangladais déploie des forces paramilitaires des gardes-frontières du Bangladesh (en) dans 22 des 64 districts administratifs du pays pour réprimer les violences contre la communauté hindoue. 
Au 22 octobre 2021, au moins dix personnes ont été tuées dans le pays, dont sept hindous, dans le cadre des « pires violences communautaires depuis des années », selon le New York Times,.

### Galerie présidentielle

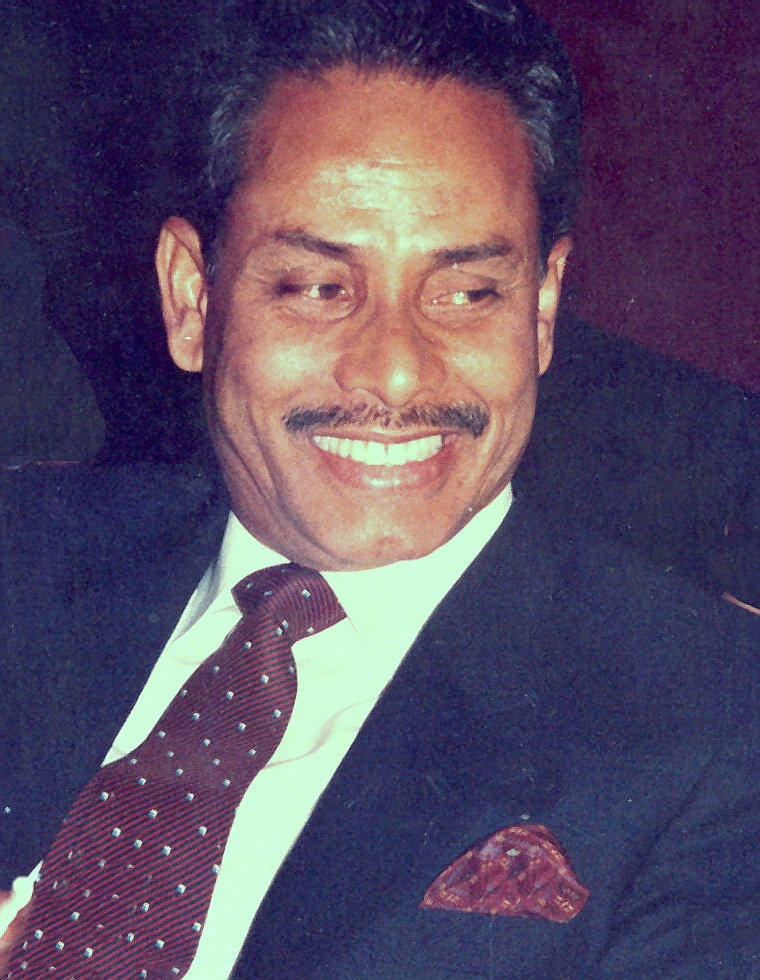
Hossain Mohammad Ershad 1983-1990
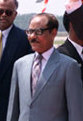
Shahabuddin Ahmed 1990-1991 1996-2001
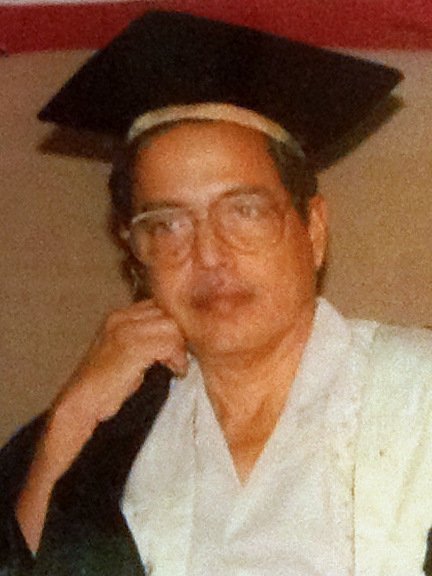
Badruddoza Chowdhury 2001-2002
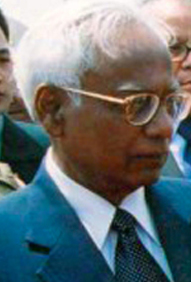
Iajuddin Ahmed 2002-2009
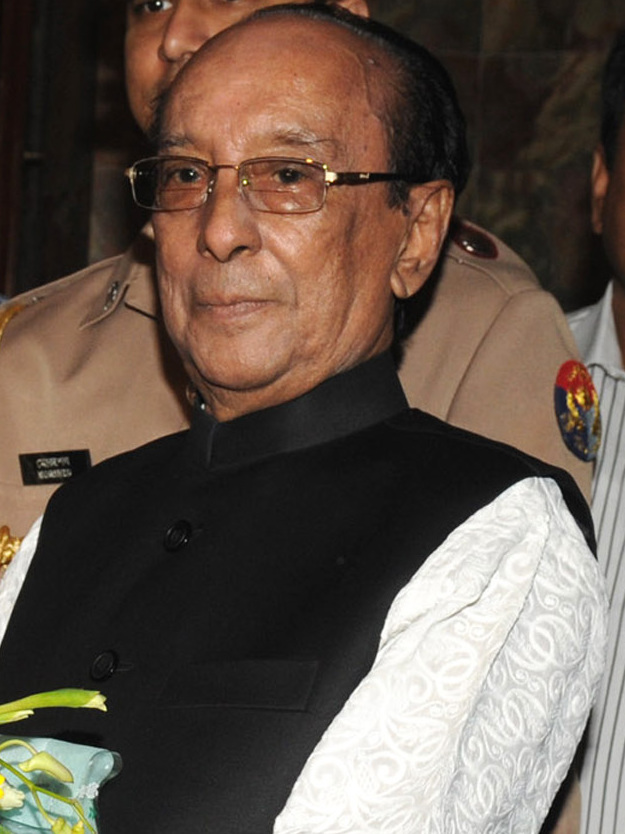
Zillur Rahman 2009-2013
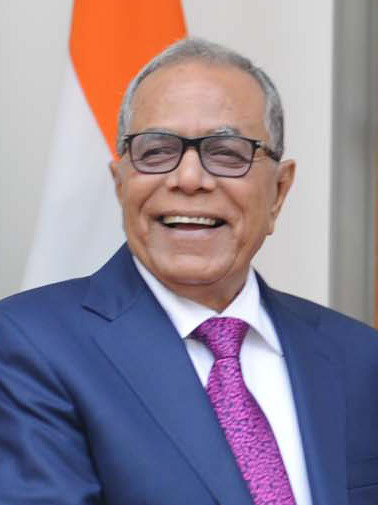
Abdul Hamid 2013-2023
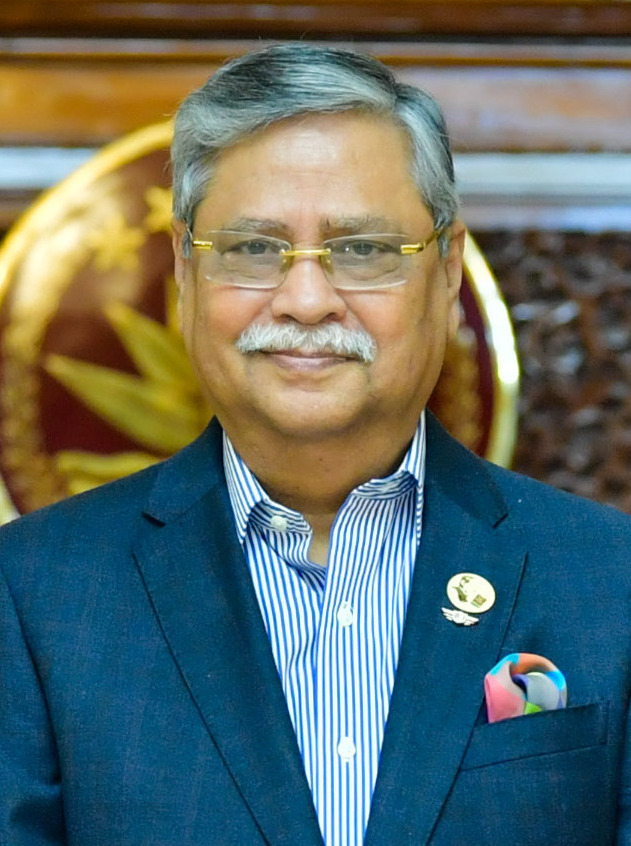
Mohammad Shahabuddin 2023-présent

- Mouvement de protestations en 2022-2024 au Bangladesh (en)
- Soulèvement Étudiants-Peuple au Bangladesh en 2022-2024 (en)
- Élections législatives bangladaises de 2024
- Mouvement de réforme des quotas de 2024 au Bangladesh (Anti-discrimination Students Movement)
- Mouvement de non-coopération de 2024 au Bangladesh (en)
- Massacre de juillet 2024 au Bangladesh (en)

### 2024-: gouvernement intérimaire Muhammad Yunus
- Gouvernement intérimaire du Bangladesh
- Conseiller principal du Bangladesh